# Svenska Hockeyligan 2018/2019
Svenska Hockeyligan 2018/2019 var den 44:e säsongen av Svenska Hockeyligan, Sveriges högsta division i ishockey. Grundserien spelades 15 september 2018–14 mars 2019.
Frölunda HC blev svenska mästare efter att ha vunnit finalserien med 4–2 mot Djurgårdens IF.

## Förlopp
15 oktober 2018 meddelade SHL att Jörgen Lindgren avgår som VD efter kontroverser om hårdare krav på klubbar som ledde till protester från supportrar. Michael Marchal blev ny VD för SHL.

## Deltagande lag
14 lag kvalificerade sig för spel i Svenska Hockeyligan 2018/2019 utifrån resultaten i SHL 2017/2018 och Direktkval till SHL 2018.
| Lag            | Län             | Ort        | Arena                  | Kapacitet | Kapacitet | 2017/2018 | Första    | Sedan     |
| -------------- | --------------- | ---------- | ---------------------- | --------- | --------- | --------- | --------- | --------- |
| Brynäs IF      | Gävleborg       | Gävle      | Gavlerinken Arena      | 7 909     | [ 5 ]     | 10        | 1975/1976 | 1975/1976 |
| Djurgårdens IF | Stockholm       | Stockholm  | Hovet                  | 8 094     | [ 6 ]     | 2         | 1975/1976 | 2014/2015 |
| Frölunda HC    | Västra Götaland | Göteborg   | Scandinavium           | 12 044    | [ 7 ]     | 3         | 1975/1976 | 1989/1990 |
| Färjestad BK   | Värmland        | Karlstad   | Löfbergs Arena         | 8 250     | [ 8 ]     | 4         | 1975/1976 | 1975/1976 |
| HV71           | Jönköping       | Jönköping  | Kinnarps Arena         | 7 000     | [ 9 ]     | 8         | 1979/1980 | 1985/1986 |
| Linköping HC   | Östergötland    | Linköping  | Saab Arena             | 8 500     | [ 10 ]    | 9         | 1999/2000 | 2001/2002 |
| Luleå HF       | Norrbotten      | Luleå      | Coop Norrbotten Arena  | 6 300     | [ 11 ]    | 7         | 1984/1985 | 1984/1985 |
| Malmö Redhawks | Skåne           | Malmö      | Malmö Arena            | 12 600    | [ 12 ]    | 6         | 1990/1991 | 2015/2016 |
| Mora IK        | Dalarna         | Mora       | Jalas Arena            | 4 500     | [ 13 ]    | 13        | 2004/2005 | 2017/2018 |
| Rögle BK       | Skåne           | Ängelholm  | Lindab Arena           | 5 150     | [ 14 ]    | 11        | 1992/1993 | 2015/2016 |
| Skellefteå AIK | Västerbotten    | Skellefteå | Skellefteå Kraft Arena | 5 801     | [ 15 ]    | 5         | 1975/1976 | 2006/2007 |
| Timrå IK       | Västernorrland  | Timrå      | NHK Arena              | 6 000     |           | 1 (HA)    | 1975/1976 | 2018/2019 |
| Växjö Lakers   | Kronoberg       | Växjö      | Vida Arena             | 5 750     | [ 16 ]    | 1         | 2011/2012 | 2011/2012 |
| Örebro HK      | Örebro          | Örebro     | Behrn Arena            | 5 500     | [ 17 ]    | 12        | 2013/2014 | 2013/2014 |

## Grundserien

### Poängtabell
Tabell uppdaterad 14 mars 2019.

  
| Nr | Lag               | S  | V  | ÖV | ÖF | F  | GM  | IM  | MS  | P   |
| -- | ----------------- | -- | -- | -- | -- | -- | --- | --- | --- | --- |
| 1  | Färjestad BK      | 52 | 28 | 6  | 5  | 13 | 165 | 114 | +51 | 101 |
| 2  | Luleå HF          | 52 | 25 | 11 | 4  | 12 | 138 | 100 | +38 | 101 |
| 3  | Frölunda HC       | 52 | 24 | 8  | 4  | 16 | 152 | 134 | +18 | 92  |
| 4  | Djurgårdens IF    | 52 | 23 | 5  | 7  | 17 | 149 | 120 | +29 | 86  |
| 5  | Skellefteå AIK    | 52 | 19 | 10 | 7  | 16 | 142 | 124 | +18 | 84  |
| 6  | Malmö Redhawks    | 52 | 21 | 8  | 3  | 20 | 136 | 125 | +11 | 82  |
| 7  | Växjö Lakers (RM) | 52 | 22 | 3  | 10 | 17 | 123 | 120 | +3  | 82  |
| 8  | HV71              | 52 | 24 | 1  | 6  | 21 | 136 | 125 | +11 | 80  |
| 9  | Rögle BK          | 52 | 20 | 4  | 7  | 21 | 130 | 143 | −13 | 75  |
| 10 | Örebro HK         | 52 | 16 | 7  | 7  | 22 | 130 | 146 | −16 | 69  |
| 11 | Brynäs IF         | 52 | 17 | 2  | 14 | 19 | 116 | 145 | −29 | 69  |
| 12 | Linköping HC      | 52 | 15 | 8  | 6  | 23 | 130 | 143 | −13 | 67  |
| 13 | Mora IK           | 52 | 13 | 9  | 3  | 27 | 126 | 167 | −41 | 60  |
| 14 | Timrå IK (U)      | 52 | 10 | 5  | 4  | 33 | 115 | 182 | −67 | 44  |

### Resultattabell
Tabell uppdaterad: 14 mars 2019.
  
| Hemma \ Borta  | BIF           | DIF           | FRÖ               | FBK           | HV71                | LHC                | LHF                | MIF                | MIK          | RBK           | SAIK               | TIK          | VLH                 | ÖHK                |
| Brynäs IF      | —             | 2–0 1–2       | 3–4 (SD) 2–1 (SD) | 0–6 2–3 (SD)  | 2–3 2–4             | 2–5 4–1            | 3–4 (str) 1–2 (SD) | 4–1 4–3            | 5–3 1–4      | 1–4           | 3–1 3–4 (str)      | 3–4 5–1      | 1–4 3–1             | 3–2 3–4 (SD)       |
| Djurgårdens IF | 1–2 3–0       | —             | 3–4 (str) 4–2     | 2–3 3–2       | 3–2 (SD) 0–2        | 2–1 6–3            | 1–2 (SD) 1–3       | 2–3 2–1            | 4–1 7–1      | 5–2 1–2       | 3–2 (SD) 2–3 (str) | 7–4 2–1 (SD) | 2–0 4–2             | 4–1 0–2            |
| Frölunda HC    | 1–0 (SD) 5–2  | 2–1 1–6       | —                 | 4–1 0–3       | 4–1 7–1             | 4–1 3–1            | 1–5 5–3            | 3–0 4–2            | 3–4 4–2      | 1–2 2–3 (SD)  | 2–3 7–1            | 3–2 4–5      | 1–0 (str) 4–3 (str) | 2–1 4–1            |
| Färjestad BK   | 3-4 (str) 4–1 | 4–3 2–3 (str) | 3–4 3-1           | —             | 3–1 6–2             | 3–0                | 1–0 3–0            | 4–1 3–1            | 3–2 8–3      | 5–2 4–6       | 1–2 (SD) 2–3 (SD)  | 2–1 1–0 (SD) | 4–3 (SD) 3–2        | 4–3 (SD) 7–1       |
| HV71           | 4–1 1–2       | 1–3 2–3       | 5–3 6–1           | 4–3 3–2       | —                   | 1–3 4–0            | 5–2 0–4            | 0–1 3–1            | 2–5 6–0      | 3–2 2–3       | 1–3                | 5–0 7–1      | 4–2                 | 3–1 1–2            |
| Linköping HC   | 4–0 3–2 (SD)  | 3–4 (str) 2–3 | 4–3 (SD) 2–3      | 0–1 5–4       | 5–1 4–3 (SD)        | —                  | 2–1 0–3            | 4–3 2–3            | 7–4 2–4      | 2–3 3–4       | 2–1 (SD) 1–3       | 4–1 4–2      | 1–3 2–4             | 3–4 (SD) 5–4 (SD)  |
| Luleå HF       | 3–1 2–3       | 4–1 2–1       | 2–3 3–1           | 3–0 4–5 (str) | 3–2 (str) 3–2 (SD)  | 2–1 (str) 4–3      | —                  | 3–1 5–1            | 2–1 5–2      | 3–1 1–0 (SD)  | 3–5 2–3            | 3–2 1–2 (SD) | 2–3 3–2             | 2–3 (str) 4–2      |
| Malmö Redhawks | 4–3 (SD)      | 4–3 (str) 3–1 | 1–2 5–3           | 4–1 5–6       | 2–1 (str) 4–3       | 3–2 (str) 2–3 (SD) | 4–0 1–2 (str)      | —                  | 5–1 7–1      | 2–1 (str) 3–0 | 3–2 0–2            | 4–1 6–2      | 2–1 3–1             | 2–3 3–1            |
| Mora IK        | 3–2 (SD) 6–1  | 3–2 (str) 5–3 | 3–0 2–3           | 4–3 (str) 3–0 | 2–1 2–3             | 1–2 3–2 (str)      | 4–7 1–2 (SD)       | 2–1 (SD) 2–3 (str) | —            | 1–3 4–1       | 3–2 (str) 3–1      | 0–5 5–3      | 1–4 5–1             | 2–4 2–1 (SD)       |
| Rögle BK       | 0–4           | 2–1 (SD) 5–3  | 1–2 (SD) 5–7      | 2–3 (str) 1–6 | 0–1 1–3             | 3–2 1–3            | 2–3 (str) 2–3 (SD) | 1–2 6–4            | 4–1 5–1      | —             | 4–1 2–3            | 3–1 2–5      | 6–3 2–1 (SD)        | 2–0 5–2            |
| Skellefteå AIK | 0–2 3–2 (SD)  | 0–5 1–3       | 2–3 (str) 3–5     | 4–2 1–3       | 2–3 (str) 4–3 (str) | 6–2 2–4            | 0–1 1–2            | 2–4 9–0            | 2–0 3–4 (SD) | 5–1 2–3 (SD)  | —                  | 3–2 (SD) 7–0 | 2–1 3–0             | 3–2 (SD) 2–1 (str) |
| Timrå IK       | 3–2 (SD) 2–4  | 3–6 4–5       | 2–4 1–5           | 1–0 2–5       | 2–1 3–5             | 3–4 1–3            | 3–5 0–2            | 3–4 (SD) 2–1       | 2–1 (SD) 4–3 | 4–3 (SD) 4–2  | 3–5 4–6            | —            | 2–1 1–5             | 2–1 (SD) 3–5       |
| Växjö Lakers   | 3–2 (SD) 5–3  | 4–3 (SD) 2–0  | 1–0 3–4 (SD)      | 3–2 1–2       | 0–4 3–2             | 0–1 (SD) 2–3 (SD)  | 3–2 (SD) 2–1       | 1–0 3–1            | 6–1 5–2      | 5–3 4–1       | 4–2 1–2 (str)      | 2–1 3–2      | —                   | 2–3 (str) 3–2      |
| Örebro HK      | 0–1 3–1       | 2–8 5–2       | 7–1 4–3 (SD)      | 3–6 1–4       | 5–1 1–3             | 3–2 (SD) 4–2       | 2–3 1–2            | 1–5 1–3            | 1–2 (SD) 4–1 | 1–4 5–3       | 4–3 2–4            | 5–1 3–2      | 4–2 2–1 (str)       | —                  |

### Spelarstatistik
Poängliga
|    | Nr | Spelare            | Lag            | Position       | SM | Mål | A  | P  | P/M  | UM | +/-   |
| -- | -- | ------------------ | -------------- | -------------- | -- | --- | -- | -- | ---- | -- | ----- |
| 1  | 81 | Ryan Lasch         | Frölunda HC    | högerforward   | 46 | 12  | 38 | 50 | 1,09 | 18 | 31:42 |
| 2  | 10 | Joakim Lindström   | Skellefteå AIK | vänsterforward | 48 | 18  | 24 | 42 | 0,88 | 20 | 37:28 |
| 3  | 9  | Derek Roy          | Linköping HC   | center         | 49 | 8   | 34 | 42 | 0,86 | 28 | 34:26 |
| 4  | 71 | Jesse Virtanen     | Färjestad BK   | back           | 52 | 6   | 35 | 41 | 0,79 | 47 | 42:26 |
| 5  | 16 | Markus Ljungh      | HV71           | center         | 52 | 16  | 24 | 40 | 0,77 | 8  | 39:32 |
| 6  | 67 | Konstantin Komarek | Malmö Redhawks | vänsterforward | 49 | 13  | 26 | 39 | 0,80 | 18 | 24:22 |
| 7  | 45 | Oscar Möller       | Skellefteå AIK | högerforward   | 51 | 19  | 19 | 38 | 0,75 | 8  | 33:22 |
| 8  | 90 | Ted Brithén        | Rögle BK       | center         | 46 | 12  | 26 | 38 | 0,83 | 12 | 34:26 |
| 9  | 13 | Ryan Gunderson     | Brynäs IF      | back           | 52 | 8   | 30 | 38 | 0,73 | 18 | 44:42 |
| 10 | 29 | Oskar Steen        | Färjestad BK   | högerforward   | 46 | 17  | 20 | 37 | 0,80 | 49 | 37:20 |

Data är hämtade från Svenska Ishockeyförbundet.
Målvaktsliga
|   | Nr | Spelare          | Lag            | M  | GIP | MIP     | SOG   | GA | GAA  | SVS | SVS%  | SO | V  | F  | V%    |
| - | -- | ---------------- | -------------- | -- | --- | ------- | ----- | -- | ---- | --- | ----- | -- | -- | -- | ----- |
| 1 | 34 | Joel Lassinantti | Luleå HF       | 50 | 42  | 2498:16 | 1 015 | 70 | 1,68 | 945 | 93,10 | 5  | 30 | 12 | 71,43 |
| 2 | 39 | Adam Reideborn   | Djurgårdens IF | 49 | 39  | 2317:50 | 1 013 | 72 | 1,86 | 941 | 92,89 | 3  | 24 | 15 | 61,54 |
| 3 | 35 | Adam Werner      | Färjestad BK   | 51 | 26  | 1485:13 | 678   | 50 | 2,02 | 628 | 92,63 | 3  | 15 | 9  | 62,50 |
| 4 | 69 | Oscar Alsenfelt  | Malmö Redhawks | 47 | 37  | 2119:04 | 999   | 76 | 2,15 | 923 | 92,39 | 1  | 23 | 11 | 67,65 |
| 5 | 30 | Janne Juvonen    | Mora IK        | 34 | 28  | 1605:35 | 911   | 70 | 2,62 | 841 | 92,32 | 2  | 13 | 14 | 48,15 |

Data är hämtade från Svenska Ishockeyförbundet.

## Slutspel
Tio lag gör upp om Le Mat-pokalen och titeln som Svenska mästare.

### Slutspelsträd
|                 | Åttondelsfinaler (spelades i bäst av tre matcher) | Åttondelsfinaler (spelades i bäst av tre matcher) | Åttondelsfinaler (spelades i bäst av tre matcher) |                                                  |                                                  | Kvartsfinaler (spelas i bäst av sju matcher)     | Kvartsfinaler (spelas i bäst av sju matcher)     | Kvartsfinaler (spelas i bäst av sju matcher)     |                                                  |                                                  | Semifinaler (spelas i bäst av sju matcher)       | Semifinaler (spelas i bäst av sju matcher)       | Semifinaler (spelas i bäst av sju matcher)       |  |   | Finaler (spelades i bäst av sju matcher) | Finaler (spelades i bäst av sju matcher) | Finaler (spelades i bäst av sju matcher) |
|                 |                                                   |                                                   |                                                   |                                                  |                                                  |                                                  |                                                  |                                                  |                                                  |                                                  |                                                  |                                                  |                                                  |  |   |                                          |                                          |                                          |
|                 |                                                   |                                                   |                                                   |                                                  |                                                  | 1                                                | Färjestad BK                                     | 4                                                |                                                  |                                                  |                                                  |                                                  |                                                  |  |   |                                          |                                          |                                          |
|                 |                                                   |                                                   |                                                   |                                                  |                                                  | 8                                                | HV71                                             | 3                                                |                                                  |                                                  |                                                  |                                                  |                                                  |  |   |                                          |                                          |                                          |
|                 | 7                                                 | Växjö Lakers                                      | 2                                                 |                                                  |                                                  | 8                                                | HV71                                             | 3                                                |                                                  | 2                                                | Luleå HF                                         | 1                                                |                                                  |  |   |                                          |                                          |                                          |
|                 | 7                                                 | Växjö Lakers                                      | 2                                                 |                                                  |                                                  |                                                  |                                                  |                                                  |                                                  | 2                                                | Luleå HF                                         | 1                                                |                                                  |  |   |                                          |                                          |                                          |
|                 | 10                                                | Örebro HK                                         | 0                                                 |                                                  |                                                  |                                                  | 3                                                | Frölunda HC                                      | 4                                                |                                                  |                                                  |                                                  |                                                  |  |   |                                          |                                          |                                          |
|                 | 10                                                | Örebro HK                                         | 0                                                 | 3                                                | Frölunda HC                                      | 4                                                | 3                                                | Frölunda HC                                      | 4                                                |                                                  |                                                  |                                                  |                                                  |  |   |                                          |                                          |                                          |
|                 |                                                   |                                                   |                                                   |                                                  |                                                  | 4                                                |                                                  |                                                  |                                                  |                                                  |                                                  |                                                  |                                                  |  |   |                                          |                                          |                                          |
|                 |                                                   |                                                   |                                                   |                                                  |                                                  | 6                                                | Malmö Redhawks                                   | 1                                                |                                                  |                                                  |                                                  |                                                  |                                                  |  |   |                                          |                                          |                                          |
|                 | (Lagen omseedas efter första och andra omgången)  | (Lagen omseedas efter första och andra omgången)  | (Lagen omseedas efter första och andra omgången)  | (Lagen omseedas efter första och andra omgången) | (Lagen omseedas efter första och andra omgången) | (Lagen omseedas efter första och andra omgången) | (Lagen omseedas efter första och andra omgången) | (Lagen omseedas efter första och andra omgången) | (Lagen omseedas efter första och andra omgången) | (Lagen omseedas efter första och andra omgången) | (Lagen omseedas efter första och andra omgången) | (Lagen omseedas efter första och andra omgången) | (Lagen omseedas efter första och andra omgången) |  | 3 | Frölunda HC                              | 4                                        |                                          |
|                 |                                                   |                                                   |                                                   |                                                  |                                                  | (Lagen omseedas efter första och andra omgången) | (Lagen omseedas efter första och andra omgången) | (Lagen omseedas efter första och andra omgången) | (Lagen omseedas efter första och andra omgången) | (Lagen omseedas efter första och andra omgången) | (Lagen omseedas efter första och andra omgången) | (Lagen omseedas efter första och andra omgången) | (Lagen omseedas efter första och andra omgången) |  | 4 | Djurgårdens IF                           | 2                                        |                                          |
|                 |                                                   |                                                   |                                                   |                                                  |                                                  | 4                                                | Djurgårdens IF                                   | 4                                                |                                                  |                                                  |                                                  |                                                  |                                                  |  |   |                                          |                                          |                                          |
|                 |                                                   |                                                   |                                                   |                                                  |                                                  | 5                                                | Skellefteå AIK                                   | 2                                                |                                                  |                                                  |                                                  |                                                  |                                                  |  |   |                                          |                                          |                                          |
|                 | 8                                                 | HV71                                              | 2                                                 |                                                  |                                                  | 5                                                | Skellefteå AIK                                   | 2                                                |                                                  | 1                                                | Färjestad BK                                     | 3                                                |                                                  |  |   |                                          |                                          |                                          |
|                 | 8                                                 | HV71                                              | 2                                                 |                                                  |                                                  |                                                  |                                                  |                                                  |                                                  | 1                                                | Färjestad BK                                     | 3                                                |                                                  |  |   |                                          |                                          |                                          |
|                 | 9                                                 | Rögle BK                                          | 0                                                 |                                                  |                                                  |                                                  | 4                                                | Djurgårdens IF                                   | 4                                                |                                                  |                                                  |                                                  |                                                  |  |   |                                          |                                          |                                          |
|                 | 9                                                 | Rögle BK                                          | 0                                                 | 2                                                | Luleå HF                                         | 4                                                | 4                                                | Djurgårdens IF                                   | 4                                                |                                                  |                                                  |                                                  |                                                  |  |   |                                          |                                          |                                          |
|                 |                                                   |                                                   |                                                   |                                                  |                                                  | 4                                                |                                                  |                                                  |                                                  |                                                  |                                                  |                                                  |                                                  |  |   |                                          |                                          |                                          |
|                 |                                                   |                                                   |                                                   |                                                  |                                                  | 7                                                | Växjö Lakers                                     | 1                                                |                                                  |                                                  |                                                  |                                                  |                                                  |  |   |                                          |                                          |                                          |
| Tabellplacering |                                                   |                                                   |                                                   |                                                  |                                                  |                                                  |                                                  |                                                  |                                                  |                                                  |                                                  |                                                  |                                                  |  |   |                                          |                                          |                                          |

### Åttondelsfinaler
I åttondelsfinal 1 möts laget på 7:e plats laget på 10:e plats. I åttondelsfinal 2 möts laget på 8:e plats laget på 9:e plats. Åttondelsfinalerna spelas i bäst av tre matcher. Vinnaren i respektive åttondelsfinal går vidare till kvartsfinal.
Växjö Lakers HC–Örebro HK
| 1.3         | 16 mars 2019 | Växjö Lakers                                                               | 000 3–2 (SD)                 | Örebro HK                                | Vida Arena | |
| 15:15 UTC+1 | 15:15 UTC+1  | (1–1, 1–1, 0–0, 1–0) Rapport                                               | (1–1, 1–1, 0–0, 1–0) Rapport | (1–1, 1–1, 0–0, 1–0) Rapport             | Växjö Publik: 4 579 Domare: Huvuddomare Linus Öhlund Tobias Björk Linjedomare Henrik Pihlblad Ludvig Lundgren | Växjö Publik: 4 579 Domare: Huvuddomare Linus Öhlund Tobias Björk Linjedomare Henrik Pihlblad Ludvig Lundgren |
| 15:15 UTC+1 | 15:15 UTC+1  | Filip Cederqvist (18:17) Kris Versteeg (28:38) (PP1) Nichlas Hardt (65:33) | Mål                          | (19:26) Patrik Virta (24:22) Tyson Spink | Växjö Publik: 4 579 Domare: Huvuddomare Linus Öhlund Tobias Björk Linjedomare Henrik Pihlblad Ludvig Lundgren | Växjö Publik: 4 579 Domare: Huvuddomare Linus Öhlund Tobias Björk Linjedomare Henrik Pihlblad Ludvig Lundgren |
| 15:15 UTC+1 | 15:15 UTC+1  |                                                                            |                              |                                          | Växjö Publik: 4 579 Domare: Huvuddomare Linus Öhlund Tobias Björk Linjedomare Henrik Pihlblad Ludvig Lundgren | Växjö Publik: 4 579 Domare: Huvuddomare Linus Öhlund Tobias Björk Linjedomare Henrik Pihlblad Ludvig Lundgren |
| 15:15 UTC+1 | 15:15 UTC+1  |                                                                            |                              |                                          | Växjö Publik: 4 579 Domare: Huvuddomare Linus Öhlund Tobias Björk Linjedomare Henrik Pihlblad Ludvig Lundgren | Växjö Publik: 4 579 Domare: Huvuddomare Linus Öhlund Tobias Björk Linjedomare Henrik Pihlblad Ludvig Lundgren |
| 15:15 UTC+1 | 15:15 UTC+1  |                                                                            |                              |                                          | Växjö Publik: 4 579 Domare: Huvuddomare Linus Öhlund Tobias Björk Linjedomare Henrik Pihlblad Ludvig Lundgren | Växjö Publik: 4 579 Domare: Huvuddomare Linus Öhlund Tobias Björk Linjedomare Henrik Pihlblad Ludvig Lundgren |
| 15:15 UTC+1 | 15:15 UTC+1  |                                                                            |                              |                                          | Växjö Publik: 4 579 Domare: Huvuddomare Linus Öhlund Tobias Björk Linjedomare Henrik Pihlblad Ludvig Lundgren | Växjö Publik: 4 579 Domare: Huvuddomare Linus Öhlund Tobias Björk Linjedomare Henrik Pihlblad Ludvig Lundgren |

| 2.3         | 18 mars 2019 | Örebro HK                                           | 2–4                     | Växjö Lakers                                                                                   | Behrn Arena | |
| 19:00 UTC+1 | 19:00 UTC+1  | (1–1, 0–2, 1–1) Rapport                             | (1–1, 0–2, 1–1) Rapport | (1–1, 0–2, 1–1) Rapport                                                                        | Örebro Publik: 5 416 Domare: Huvuddomare Andreas Harnebring Mikael Nord Linjedomare Emil Wernström Örjan Åhlén | Örebro Publik: 5 416 Domare: Huvuddomare Andreas Harnebring Mikael Nord Linjedomare Emil Wernström Örjan Åhlén |
| 19:00 UTC+1 | 19:00 UTC+1  | Nick Ebert (05:08) (PP1) Shane Harper (47:28) (PP1) | Mål                     | (08:00) Tuomas Kiiskinen (30:25) Roman Horák (33:44) Kris Versteeg (48:02) (PP1) Kris Versteeg | Örebro Publik: 5 416 Domare: Huvuddomare Andreas Harnebring Mikael Nord Linjedomare Emil Wernström Örjan Åhlén | Örebro Publik: 5 416 Domare: Huvuddomare Andreas Harnebring Mikael Nord Linjedomare Emil Wernström Örjan Åhlén |
| 19:00 UTC+1 | 19:00 UTC+1  |                                                     |                         |                                                                                                | Örebro Publik: 5 416 Domare: Huvuddomare Andreas Harnebring Mikael Nord Linjedomare Emil Wernström Örjan Åhlén | Örebro Publik: 5 416 Domare: Huvuddomare Andreas Harnebring Mikael Nord Linjedomare Emil Wernström Örjan Åhlén |
| 19:00 UTC+1 | 19:00 UTC+1  |                                                     |                         |                                                                                                | Örebro Publik: 5 416 Domare: Huvuddomare Andreas Harnebring Mikael Nord Linjedomare Emil Wernström Örjan Åhlén | Örebro Publik: 5 416 Domare: Huvuddomare Andreas Harnebring Mikael Nord Linjedomare Emil Wernström Örjan Åhlén |
| 19:00 UTC+1 | 19:00 UTC+1  |                                                     |                         |                                                                                                | Örebro Publik: 5 416 Domare: Huvuddomare Andreas Harnebring Mikael Nord Linjedomare Emil Wernström Örjan Åhlén | Örebro Publik: 5 416 Domare: Huvuddomare Andreas Harnebring Mikael Nord Linjedomare Emil Wernström Örjan Åhlén |
| 19:00 UTC+1 | 19:00 UTC+1  |                                                     |                         |                                                                                                | Örebro Publik: 5 416 Domare: Huvuddomare Andreas Harnebring Mikael Nord Linjedomare Emil Wernström Örjan Åhlén | Örebro Publik: 5 416 Domare: Huvuddomare Andreas Harnebring Mikael Nord Linjedomare Emil Wernström Örjan Åhlén |

HV71–Rögle BK
| 1.3         | 16 mars 2018 | HV71                                                                                       | 4–1                     | Rögle BK                | Kinnarps Arena                                                                                                  | |
| 15:15 UTC+1 | 15:15 UTC+1  | (3–1, 1–0, 0–0) Rapport                                                                    | (3–1, 1–0, 0–0) Rapport | (3–1, 1–0, 0–0) Rapport | Jönköping Publik: 6 376 Domare: Huvuddomare Marcus Linde Sören Persson Linjedomare Jan Sandström Emil Yletyinen | Jönköping Publik: 6 376 Domare: Huvuddomare Marcus Linde Sören Persson Linjedomare Jan Sandström Emil Yletyinen |
| 15:15 UTC+1 | 15:15 UTC+1  | Simon Önerud (07:53) Didrik Strömberg (12:11) Simon Önerud (14:38) Anton Bengtsson (29:01) | Mål                     | (18:15) Eric Gelinas    | Jönköping Publik: 6 376 Domare: Huvuddomare Marcus Linde Sören Persson Linjedomare Jan Sandström Emil Yletyinen | Jönköping Publik: 6 376 Domare: Huvuddomare Marcus Linde Sören Persson Linjedomare Jan Sandström Emil Yletyinen |
| 15:15 UTC+1 | 15:15 UTC+1  |                                                                                            |                         |                         | Jönköping Publik: 6 376 Domare: Huvuddomare Marcus Linde Sören Persson Linjedomare Jan Sandström Emil Yletyinen | Jönköping Publik: 6 376 Domare: Huvuddomare Marcus Linde Sören Persson Linjedomare Jan Sandström Emil Yletyinen |
| 15:15 UTC+1 | 15:15 UTC+1  |                                                                                            |                         |                         | Jönköping Publik: 6 376 Domare: Huvuddomare Marcus Linde Sören Persson Linjedomare Jan Sandström Emil Yletyinen | Jönköping Publik: 6 376 Domare: Huvuddomare Marcus Linde Sören Persson Linjedomare Jan Sandström Emil Yletyinen |
| 15:15 UTC+1 | 15:15 UTC+1  |                                                                                            |                         |                         | Jönköping Publik: 6 376 Domare: Huvuddomare Marcus Linde Sören Persson Linjedomare Jan Sandström Emil Yletyinen | Jönköping Publik: 6 376 Domare: Huvuddomare Marcus Linde Sören Persson Linjedomare Jan Sandström Emil Yletyinen |
| 15:15 UTC+1 | 15:15 UTC+1  |                                                                                            |                         |                         | Jönköping Publik: 6 376 Domare: Huvuddomare Marcus Linde Sören Persson Linjedomare Jan Sandström Emil Yletyinen | Jönköping Publik: 6 376 Domare: Huvuddomare Marcus Linde Sören Persson Linjedomare Jan Sandström Emil Yletyinen |

| 2.3         | 18 mars 2018 | Rögle BK                                                            | 000 3–4 (SD)                 | HV71                                                                                                 | Lindab Arena | |
| 19:00 UTC+1 | 19:00 UTC+1  | (3–0, 0–3, 0–0, 0–1) Rapport                                        | (3–0, 0–3, 0–0, 0–1) Rapport | (3–0, 0–3, 0–0, 0–1) Rapport                                                                         | Ängelholm Publik: 5 051 Domare: Huvuddomare Patrik Sjöberg Mikael Sjöqvist Linjedomare Ludvig Lundgren Anders Nyqvist | Ängelholm Publik: 5 051 Domare: Huvuddomare Patrik Sjöberg Mikael Sjöqvist Linjedomare Ludvig Lundgren Anders Nyqvist |
| 19:00 UTC+1 | 19:00 UTC+1  | Ted Brithén (00:39) Daniel Zaar (11:11) Daniel Widing (14:49) (PP1) | Mål                          | (22:45) David Gustafsson (31:29) Markus Ljungh (35:38) Christoffer Törngren (71:34) Markus Lauridsen | Ängelholm Publik: 5 051 Domare: Huvuddomare Patrik Sjöberg Mikael Sjöqvist Linjedomare Ludvig Lundgren Anders Nyqvist | Ängelholm Publik: 5 051 Domare: Huvuddomare Patrik Sjöberg Mikael Sjöqvist Linjedomare Ludvig Lundgren Anders Nyqvist |
| 19:00 UTC+1 | 19:00 UTC+1  |                                                                     |                              | | Ängelholm Publik: 5 051 Domare: Huvuddomare Patrik Sjöberg Mikael Sjöqvist Linjedomare Ludvig Lundgren Anders Nyqvist | Ängelholm Publik: 5 051 Domare: Huvuddomare Patrik Sjöberg Mikael Sjöqvist Linjedomare Ludvig Lundgren Anders Nyqvist |
| 19:00 UTC+1 | 19:00 UTC+1  |                                                                     |                              | | Ängelholm Publik: 5 051 Domare: Huvuddomare Patrik Sjöberg Mikael Sjöqvist Linjedomare Ludvig Lundgren Anders Nyqvist | Ängelholm Publik: 5 051 Domare: Huvuddomare Patrik Sjöberg Mikael Sjöqvist Linjedomare Ludvig Lundgren Anders Nyqvist |
| 19:00 UTC+1 | 19:00 UTC+1  |                                                                     |                              | | Ängelholm Publik: 5 051 Domare: Huvuddomare Patrik Sjöberg Mikael Sjöqvist Linjedomare Ludvig Lundgren Anders Nyqvist | Ängelholm Publik: 5 051 Domare: Huvuddomare Patrik Sjöberg Mikael Sjöqvist Linjedomare Ludvig Lundgren Anders Nyqvist |
| 19:00 UTC+1 | 19:00 UTC+1  |                                                                     |                              | | Ängelholm Publik: 5 051 Domare: Huvuddomare Patrik Sjöberg Mikael Sjöqvist Linjedomare Ludvig Lundgren Anders Nyqvist | Ängelholm Publik: 5 051 Domare: Huvuddomare Patrik Sjöberg Mikael Sjöqvist Linjedomare Ludvig Lundgren Anders Nyqvist |

### Kvartsfinaler
Färjestad BK–HV71
| 1.7         | 22 mars 2019 | Färjestad BK                 | 000 1–2 (SD)                 | HV71                                                | Löfbergs Arena | |
| 19:00 UTC+1 | 19:00 UTC+1  | (0–0, 0–0, 1–1, 0–1) Rapport | (0–0, 0–0, 1–1, 0–1) Rapport | (0–0, 0–0, 1–1, 0–1) Rapport                        | Karlstad Publik: 8 098 Domare: Huvuddomare Sören Persson Mikael Andersson Linjedomare Henrik Pihlblad Andreas Malmqvist | Karlstad Publik: 8 098 Domare: Huvuddomare Sören Persson Mikael Andersson Linjedomare Henrik Pihlblad Andreas Malmqvist |
| 19:00 UTC+1 | 19:00 UTC+1  | Joakim Nygård (52:24) (PP1)  | Mål                          | (59:10) Martin Thörnberg (77:45) (PP1) Robin Figren | Karlstad Publik: 8 098 Domare: Huvuddomare Sören Persson Mikael Andersson Linjedomare Henrik Pihlblad Andreas Malmqvist | Karlstad Publik: 8 098 Domare: Huvuddomare Sören Persson Mikael Andersson Linjedomare Henrik Pihlblad Andreas Malmqvist |
| 19:00 UTC+1 | 19:00 UTC+1  |                              |                              |                                                     | Karlstad Publik: 8 098 Domare: Huvuddomare Sören Persson Mikael Andersson Linjedomare Henrik Pihlblad Andreas Malmqvist | Karlstad Publik: 8 098 Domare: Huvuddomare Sören Persson Mikael Andersson Linjedomare Henrik Pihlblad Andreas Malmqvist |
| 19:00 UTC+1 | 19:00 UTC+1  |                              |                              |                                                     | Karlstad Publik: 8 098 Domare: Huvuddomare Sören Persson Mikael Andersson Linjedomare Henrik Pihlblad Andreas Malmqvist | Karlstad Publik: 8 098 Domare: Huvuddomare Sören Persson Mikael Andersson Linjedomare Henrik Pihlblad Andreas Malmqvist |
| 19:00 UTC+1 | 19:00 UTC+1  |                              |                              |                                                     | Karlstad Publik: 8 098 Domare: Huvuddomare Sören Persson Mikael Andersson Linjedomare Henrik Pihlblad Andreas Malmqvist | Karlstad Publik: 8 098 Domare: Huvuddomare Sören Persson Mikael Andersson Linjedomare Henrik Pihlblad Andreas Malmqvist |
| 19:00 UTC+1 | 19:00 UTC+1  |                              |                              |                                                     | Karlstad Publik: 8 098 Domare: Huvuddomare Sören Persson Mikael Andersson Linjedomare Henrik Pihlblad Andreas Malmqvist | Karlstad Publik: 8 098 Domare: Huvuddomare Sören Persson Mikael Andersson Linjedomare Henrik Pihlblad Andreas Malmqvist |

| 2.7         | 24 mars 2019 | HV71                      | 1–3                     | Färjestad BK                                                                  | Kinnarps Arena | |
| 15:00 UTC+1 | 15:00 UTC+1  | (1–0, 0–1, 0–2) Rapport   | (1–0, 0–1, 0–2) Rapport | (1–0, 0–1, 0–2) Rapport                                                       | Jönköping Publik: 7 000 Domare: Huvuddomare Marcus Linde Mikael Andersson Linjedomare Emil Wernström Andreas Malmqvist | Jönköping Publik: 7 000 Domare: Huvuddomare Marcus Linde Mikael Andersson Linjedomare Emil Wernström Andreas Malmqvist |
| 15:00 UTC+1 | 15:00 UTC+1  | Andreas Thuresson (05:16) | Mål                     | (28:17) Jesper Olofsson (47:34) (PP1) Daniel Viksten (48:56) Sebastian Erixon | Jönköping Publik: 7 000 Domare: Huvuddomare Marcus Linde Mikael Andersson Linjedomare Emil Wernström Andreas Malmqvist | Jönköping Publik: 7 000 Domare: Huvuddomare Marcus Linde Mikael Andersson Linjedomare Emil Wernström Andreas Malmqvist |
| 15:00 UTC+1 | 15:00 UTC+1  |                           |                         |                                                                               | Jönköping Publik: 7 000 Domare: Huvuddomare Marcus Linde Mikael Andersson Linjedomare Emil Wernström Andreas Malmqvist | Jönköping Publik: 7 000 Domare: Huvuddomare Marcus Linde Mikael Andersson Linjedomare Emil Wernström Andreas Malmqvist |
| 15:00 UTC+1 | 15:00 UTC+1  |                           |                         |                                                                               | Jönköping Publik: 7 000 Domare: Huvuddomare Marcus Linde Mikael Andersson Linjedomare Emil Wernström Andreas Malmqvist | Jönköping Publik: 7 000 Domare: Huvuddomare Marcus Linde Mikael Andersson Linjedomare Emil Wernström Andreas Malmqvist |
| 15:00 UTC+1 | 15:00 UTC+1  |                           |                         |                                                                               | Jönköping Publik: 7 000 Domare: Huvuddomare Marcus Linde Mikael Andersson Linjedomare Emil Wernström Andreas Malmqvist | Jönköping Publik: 7 000 Domare: Huvuddomare Marcus Linde Mikael Andersson Linjedomare Emil Wernström Andreas Malmqvist |
| 15:00 UTC+1 | 15:00 UTC+1  |                           |                         |                                                                               | Jönköping Publik: 7 000 Domare: Huvuddomare Marcus Linde Mikael Andersson Linjedomare Emil Wernström Andreas Malmqvist | Jönköping Publik: 7 000 Domare: Huvuddomare Marcus Linde Mikael Andersson Linjedomare Emil Wernström Andreas Malmqvist |

| 3.7         | 26 mars 2019 | Färjestad BK                                      | 2–3                     | HV71                                                                              | Löfbergs Arena                                                                                               | |
| 19:00 UTC+1 | 19:00 UTC+1  | (1–2, 0–1, 1–0) Rapport                           | (1–2, 0–1, 1–0) Rapport | (1–2, 0–1, 1–0) Rapport                                                           | Karlstad Publik: 6 537 Domare: Huvuddomare Marcus Linde Sören Persson Linjedomare Emil Wernström Örjan Åhlén | Karlstad Publik: 6 537 Domare: Huvuddomare Marcus Linde Sören Persson Linjedomare Emil Wernström Örjan Åhlén |
| 19:00 UTC+1 | 19:00 UTC+1  | Alexander Johansson (02:44) Gustav Rydahl (54:01) | Mål                     | (16:48) Christoffer Törngren (17:59) Isac Brännström (20:32) Christoffer Törngren | Karlstad Publik: 6 537 Domare: Huvuddomare Marcus Linde Sören Persson Linjedomare Emil Wernström Örjan Åhlén | Karlstad Publik: 6 537 Domare: Huvuddomare Marcus Linde Sören Persson Linjedomare Emil Wernström Örjan Åhlén |
| 19:00 UTC+1 | 19:00 UTC+1  |                                                   |                         |                                                                                   | Karlstad Publik: 6 537 Domare: Huvuddomare Marcus Linde Sören Persson Linjedomare Emil Wernström Örjan Åhlén | Karlstad Publik: 6 537 Domare: Huvuddomare Marcus Linde Sören Persson Linjedomare Emil Wernström Örjan Åhlén |
| 19:00 UTC+1 | 19:00 UTC+1  |                                                   |                         |                                                                                   | Karlstad Publik: 6 537 Domare: Huvuddomare Marcus Linde Sören Persson Linjedomare Emil Wernström Örjan Åhlén | Karlstad Publik: 6 537 Domare: Huvuddomare Marcus Linde Sören Persson Linjedomare Emil Wernström Örjan Åhlén |
| 19:00 UTC+1 | 19:00 UTC+1  |                                                   |                         |                                                                                   | Karlstad Publik: 6 537 Domare: Huvuddomare Marcus Linde Sören Persson Linjedomare Emil Wernström Örjan Åhlén | Karlstad Publik: 6 537 Domare: Huvuddomare Marcus Linde Sören Persson Linjedomare Emil Wernström Örjan Åhlén |
| 19:00 UTC+1 | 19:00 UTC+1  |                                                   |                         |                                                                                   | Karlstad Publik: 6 537 Domare: Huvuddomare Marcus Linde Sören Persson Linjedomare Emil Wernström Örjan Åhlén | Karlstad Publik: 6 537 Domare: Huvuddomare Marcus Linde Sören Persson Linjedomare Emil Wernström Örjan Åhlén |

| 4.7         | 28 mars 2019 | HV71                    | 1–3                     | Färjestad BK                                                               | Kinnarps Arena | |
| 19:00 UTC+1 | 19:00 UTC+1  | (1–0, 0–2, 0–1) Rapport | (1–0, 0–2, 0–1) Rapport | (1–0, 0–2, 0–1) Rapport                                                    | Jönköping Publik: 7 000 Domare: Huvuddomare Sören Persson Mikael Andersson Linjedomare Andreas Malmqvist Örjan Åhlén | Jönköping Publik: 7 000 Domare: Huvuddomare Sören Persson Mikael Andersson Linjedomare Andreas Malmqvist Örjan Åhlén |
| 19:00 UTC+1 | 19:00 UTC+1  | Anton Bengtsson (18:17) | Mål                     | (30:55) Linus Johansson (37:59) Jesse Virtanen (59:57) (SH1) Gustav Rydahl | Jönköping Publik: 7 000 Domare: Huvuddomare Sören Persson Mikael Andersson Linjedomare Andreas Malmqvist Örjan Åhlén | Jönköping Publik: 7 000 Domare: Huvuddomare Sören Persson Mikael Andersson Linjedomare Andreas Malmqvist Örjan Åhlén |
| 19:00 UTC+1 | 19:00 UTC+1  |                         |                         |                                                                            | Jönköping Publik: 7 000 Domare: Huvuddomare Sören Persson Mikael Andersson Linjedomare Andreas Malmqvist Örjan Åhlén | Jönköping Publik: 7 000 Domare: Huvuddomare Sören Persson Mikael Andersson Linjedomare Andreas Malmqvist Örjan Åhlén |
| 19:00 UTC+1 | 19:00 UTC+1  |                         |                         |                                                                            | Jönköping Publik: 7 000 Domare: Huvuddomare Sören Persson Mikael Andersson Linjedomare Andreas Malmqvist Örjan Åhlén | Jönköping Publik: 7 000 Domare: Huvuddomare Sören Persson Mikael Andersson Linjedomare Andreas Malmqvist Örjan Åhlén |
| 19:00 UTC+1 | 19:00 UTC+1  |                         |                         |                                                                            | Jönköping Publik: 7 000 Domare: Huvuddomare Sören Persson Mikael Andersson Linjedomare Andreas Malmqvist Örjan Åhlén | Jönköping Publik: 7 000 Domare: Huvuddomare Sören Persson Mikael Andersson Linjedomare Andreas Malmqvist Örjan Åhlén |
| 19:00 UTC+1 | 19:00 UTC+1  |                         |                         |                                                                            | Jönköping Publik: 7 000 Domare: Huvuddomare Sören Persson Mikael Andersson Linjedomare Andreas Malmqvist Örjan Åhlén | Jönköping Publik: 7 000 Domare: Huvuddomare Sören Persson Mikael Andersson Linjedomare Andreas Malmqvist Örjan Åhlén |

| 5.7         | 30 mars 2019 | Färjestad BK                                                                       | 000 3–2 (SD)                           | HV71                                                    | Löfbergs Arena | |
| 15:15 UTC+1 | 15:15 UTC+1  | (0–0, 0–1, 2–1, 0–0, 0–0, 1–0) Rapport                                             | (0–0, 0–1, 2–1, 0–0, 0–0, 1–0) Rapport | (0–0, 0–1, 2–1, 0–0, 0–0, 1–0) Rapport                  | Karlstad Publik: 8 250 Domare: Huvuddomare Marcus Linde Sören Persson Linjedomare Emil Wernström Andreas Malmqvist | Karlstad Publik: 8 250 Domare: Huvuddomare Marcus Linde Sören Persson Linjedomare Emil Wernström Andreas Malmqvist |
| 15:15 UTC+1 | 15:15 UTC+1  | Michael Lindqvist (40:39) (PP1) Linus Johansson (44:48) (SH1) Oskar Steen (117:01) | Mål                                    | (21:59) Sebastian Wännström (59:40) Sebastian Wännström | Karlstad Publik: 8 250 Domare: Huvuddomare Marcus Linde Sören Persson Linjedomare Emil Wernström Andreas Malmqvist | Karlstad Publik: 8 250 Domare: Huvuddomare Marcus Linde Sören Persson Linjedomare Emil Wernström Andreas Malmqvist |
| 15:15 UTC+1 | 15:15 UTC+1  |                                                                                    |                                        |                                                         | Karlstad Publik: 8 250 Domare: Huvuddomare Marcus Linde Sören Persson Linjedomare Emil Wernström Andreas Malmqvist | Karlstad Publik: 8 250 Domare: Huvuddomare Marcus Linde Sören Persson Linjedomare Emil Wernström Andreas Malmqvist |
| 15:15 UTC+1 | 15:15 UTC+1  |                                                                                    |                                        |                                                         | Karlstad Publik: 8 250 Domare: Huvuddomare Marcus Linde Sören Persson Linjedomare Emil Wernström Andreas Malmqvist | Karlstad Publik: 8 250 Domare: Huvuddomare Marcus Linde Sören Persson Linjedomare Emil Wernström Andreas Malmqvist |
| 15:15 UTC+1 | 15:15 UTC+1  |                                                                                    |                                        |                                                         | Karlstad Publik: 8 250 Domare: Huvuddomare Marcus Linde Sören Persson Linjedomare Emil Wernström Andreas Malmqvist | Karlstad Publik: 8 250 Domare: Huvuddomare Marcus Linde Sören Persson Linjedomare Emil Wernström Andreas Malmqvist |
| 15:15 UTC+1 | 15:15 UTC+1  |                                                                                    |                                        |                                                         | Karlstad Publik: 8 250 Domare: Huvuddomare Marcus Linde Sören Persson Linjedomare Emil Wernström Andreas Malmqvist | Karlstad Publik: 8 250 Domare: Huvuddomare Marcus Linde Sören Persson Linjedomare Emil Wernström Andreas Malmqvist |

| 6.7         | 1 april 2019 | HV71 | 5–3                     | Färjestad BK                                                                 | Kinnarps Arena                                                                                                | |
| 19:00 UTC+2 | 19:00 UTC+2  | (2–1, 1–2, 2–0) Rapport | (2–1, 1–2, 2–0) Rapport | (2–1, 1–2, 2–0) Rapport                                                      | Jönköping Publik: 7 000 Domare: Huvuddomare Marcus Linde Sören Persson Linjedomare Emil Wernström Örjan Åhlén | Jönköping Publik: 7 000 Domare: Huvuddomare Marcus Linde Sören Persson Linjedomare Emil Wernström Örjan Åhlén |
| 19:00 UTC+2 | 19:00 UTC+2  | Isac Brännström (17:17) Mikko Lehtonen (19:53) (PP1) Max Wennlund (37:18) Didrik Strömberg (42:10) Anton Bengtsson (59:04) | Mål                     | (01:20) Sebastian Erixon (31:19) (PP1) Joakim Nygård (36:38) Jesper Olofsson | Jönköping Publik: 7 000 Domare: Huvuddomare Marcus Linde Sören Persson Linjedomare Emil Wernström Örjan Åhlén | Jönköping Publik: 7 000 Domare: Huvuddomare Marcus Linde Sören Persson Linjedomare Emil Wernström Örjan Åhlén |
| 19:00 UTC+2 | 19:00 UTC+2  | |                         |                                                                              | Jönköping Publik: 7 000 Domare: Huvuddomare Marcus Linde Sören Persson Linjedomare Emil Wernström Örjan Åhlén | Jönköping Publik: 7 000 Domare: Huvuddomare Marcus Linde Sören Persson Linjedomare Emil Wernström Örjan Åhlén |
| 19:00 UTC+2 | 19:00 UTC+2  | |                         |                                                                              | Jönköping Publik: 7 000 Domare: Huvuddomare Marcus Linde Sören Persson Linjedomare Emil Wernström Örjan Åhlén | Jönköping Publik: 7 000 Domare: Huvuddomare Marcus Linde Sören Persson Linjedomare Emil Wernström Örjan Åhlén |
| 19:00 UTC+2 | 19:00 UTC+2  | |                         |                                                                              | Jönköping Publik: 7 000 Domare: Huvuddomare Marcus Linde Sören Persson Linjedomare Emil Wernström Örjan Åhlén | Jönköping Publik: 7 000 Domare: Huvuddomare Marcus Linde Sören Persson Linjedomare Emil Wernström Örjan Åhlén |
| 19:00 UTC+2 | 19:00 UTC+2  | |                         |                                                                              | Jönköping Publik: 7 000 Domare: Huvuddomare Marcus Linde Sören Persson Linjedomare Emil Wernström Örjan Åhlén | Jönköping Publik: 7 000 Domare: Huvuddomare Marcus Linde Sören Persson Linjedomare Emil Wernström Örjan Åhlén |

| 7.7         | 3 april 2019 | Färjestad BK                                                       | 3–2                     | HV71                                          | Löfbergs Arena                                                                                                  | |
| 19:00 UTC+2 | 19:00 UTC+2  | (1–1, 2–1, 0–0) Rapport                                            | (1–1, 2–1, 0–0) Rapport | (1–1, 2–1, 0–0) Rapport                       | Karlstad Publik: 7 961 Domare: Huvuddomare Marcus Linde Sören Persson Linjedomare Andreas Malmqvist Örjan Åhlén | Karlstad Publik: 7 961 Domare: Huvuddomare Marcus Linde Sören Persson Linjedomare Andreas Malmqvist Örjan Åhlén |
| 19:00 UTC+2 | 19:00 UTC+2  | Joakim Nygård (04:27) Michael Lindqvist (29:11) Johan Ryno (34:08) | Mål                     | (09:05) Joakim Andersson (32:29) Simon Önerud | Karlstad Publik: 7 961 Domare: Huvuddomare Marcus Linde Sören Persson Linjedomare Andreas Malmqvist Örjan Åhlén | Karlstad Publik: 7 961 Domare: Huvuddomare Marcus Linde Sören Persson Linjedomare Andreas Malmqvist Örjan Åhlén |
| 19:00 UTC+2 | 19:00 UTC+2  |                                                                    |                         |                                               | Karlstad Publik: 7 961 Domare: Huvuddomare Marcus Linde Sören Persson Linjedomare Andreas Malmqvist Örjan Åhlén | Karlstad Publik: 7 961 Domare: Huvuddomare Marcus Linde Sören Persson Linjedomare Andreas Malmqvist Örjan Åhlén |
| 19:00 UTC+2 | 19:00 UTC+2  |                                                                    |                         |                                               | Karlstad Publik: 7 961 Domare: Huvuddomare Marcus Linde Sören Persson Linjedomare Andreas Malmqvist Örjan Åhlén | Karlstad Publik: 7 961 Domare: Huvuddomare Marcus Linde Sören Persson Linjedomare Andreas Malmqvist Örjan Åhlén |
| 19:00 UTC+2 | 19:00 UTC+2  |                                                                    |                         |                                               | Karlstad Publik: 7 961 Domare: Huvuddomare Marcus Linde Sören Persson Linjedomare Andreas Malmqvist Örjan Åhlén | Karlstad Publik: 7 961 Domare: Huvuddomare Marcus Linde Sören Persson Linjedomare Andreas Malmqvist Örjan Åhlén |
| 19:00 UTC+2 | 19:00 UTC+2  |                                                                    |                         |                                               | Karlstad Publik: 7 961 Domare: Huvuddomare Marcus Linde Sören Persson Linjedomare Andreas Malmqvist Örjan Åhlén | Karlstad Publik: 7 961 Domare: Huvuddomare Marcus Linde Sören Persson Linjedomare Andreas Malmqvist Örjan Åhlén |

Frölunda HC–Malmö Redhawks
| 1.7         | 23 mars 2019 | Frölunda HC | 4–0                     | Malmö Redhawks          | Scandinavium | |
| 14:45 UTC+1 | 14:45 UTC+1  | (4–0, 0–0, 0–0) Rapport                                                                                           | (4–0, 0–0, 0–0) Rapport | (4–0, 0–0, 0–0) Rapport | Göteborg Publik: 10 923 Domare: Huvuddomare Mikael Holm Linus Öhlund Linjedomare Ludvig Lundgren Anders Nyqvist | Göteborg Publik: 10 923 Domare: Huvuddomare Mikael Holm Linus Öhlund Linjedomare Ludvig Lundgren Anders Nyqvist |
| 14:45 UTC+1 | 14:45 UTC+1  | Pathrik Vesterholm (09:03) (PP1) Sebastian Stålberg (11:45) Rhett Rakhshani (13:40) Rhett Rakhshani (19:50) (PP1) | Mål                     |                         | Göteborg Publik: 10 923 Domare: Huvuddomare Mikael Holm Linus Öhlund Linjedomare Ludvig Lundgren Anders Nyqvist | Göteborg Publik: 10 923 Domare: Huvuddomare Mikael Holm Linus Öhlund Linjedomare Ludvig Lundgren Anders Nyqvist |
| 14:45 UTC+1 | 14:45 UTC+1  | |                         |                         | Göteborg Publik: 10 923 Domare: Huvuddomare Mikael Holm Linus Öhlund Linjedomare Ludvig Lundgren Anders Nyqvist | Göteborg Publik: 10 923 Domare: Huvuddomare Mikael Holm Linus Öhlund Linjedomare Ludvig Lundgren Anders Nyqvist |
| 14:45 UTC+1 | 14:45 UTC+1  | |                         |                         | Göteborg Publik: 10 923 Domare: Huvuddomare Mikael Holm Linus Öhlund Linjedomare Ludvig Lundgren Anders Nyqvist | Göteborg Publik: 10 923 Domare: Huvuddomare Mikael Holm Linus Öhlund Linjedomare Ludvig Lundgren Anders Nyqvist |
| 14:45 UTC+1 | 14:45 UTC+1  | |                         |                         | Göteborg Publik: 10 923 Domare: Huvuddomare Mikael Holm Linus Öhlund Linjedomare Ludvig Lundgren Anders Nyqvist | Göteborg Publik: 10 923 Domare: Huvuddomare Mikael Holm Linus Öhlund Linjedomare Ludvig Lundgren Anders Nyqvist |
| 14:45 UTC+1 | 14:45 UTC+1  | |                         |                         | Göteborg Publik: 10 923 Domare: Huvuddomare Mikael Holm Linus Öhlund Linjedomare Ludvig Lundgren Anders Nyqvist | Göteborg Publik: 10 923 Domare: Huvuddomare Mikael Holm Linus Öhlund Linjedomare Ludvig Lundgren Anders Nyqvist |

| 2.7         | 25 mars 2019 | Malmö Redhawks                                                      | 3–2                     | Frölunda HC                                     | Malmö Arena                                                                                                  | |
| 19:00 UTC+1 | 19:00 UTC+1  | (1–0, 1–2, 1–0) Rapport                                             | (1–0, 1–2, 1–0) Rapport | (1–0, 1–2, 1–0) Rapport                         | Malmö Publik: 7 806 Domare: Huvuddomare Mikael Holm Tobias Björk Linjedomare Henrik Pihlblad Ludvig Lundgren | Malmö Publik: 7 806 Domare: Huvuddomare Mikael Holm Tobias Björk Linjedomare Henrik Pihlblad Ludvig Lundgren |
| 19:00 UTC+1 | 19:00 UTC+1  | Lars Bryggman (10:13) Jens Olsson (28:49) Fredrik Händemark (45:08) | Mål                     | (29:13) Joel Lundqvist (39:47) (PP1) Ryan Lasch | Malmö Publik: 7 806 Domare: Huvuddomare Mikael Holm Tobias Björk Linjedomare Henrik Pihlblad Ludvig Lundgren | Malmö Publik: 7 806 Domare: Huvuddomare Mikael Holm Tobias Björk Linjedomare Henrik Pihlblad Ludvig Lundgren |
| 19:00 UTC+1 | 19:00 UTC+1  |                                                                     |                         |                                                 | Malmö Publik: 7 806 Domare: Huvuddomare Mikael Holm Tobias Björk Linjedomare Henrik Pihlblad Ludvig Lundgren | Malmö Publik: 7 806 Domare: Huvuddomare Mikael Holm Tobias Björk Linjedomare Henrik Pihlblad Ludvig Lundgren |
| 19:00 UTC+1 | 19:00 UTC+1  |                                                                     |                         |                                                 | Malmö Publik: 7 806 Domare: Huvuddomare Mikael Holm Tobias Björk Linjedomare Henrik Pihlblad Ludvig Lundgren | Malmö Publik: 7 806 Domare: Huvuddomare Mikael Holm Tobias Björk Linjedomare Henrik Pihlblad Ludvig Lundgren |
| 19:00 UTC+1 | 19:00 UTC+1  |                                                                     |                         |                                                 | Malmö Publik: 7 806 Domare: Huvuddomare Mikael Holm Tobias Björk Linjedomare Henrik Pihlblad Ludvig Lundgren | Malmö Publik: 7 806 Domare: Huvuddomare Mikael Holm Tobias Björk Linjedomare Henrik Pihlblad Ludvig Lundgren |
| 19:00 UTC+1 | 19:00 UTC+1  |                                                                     |                         |                                                 | Malmö Publik: 7 806 Domare: Huvuddomare Mikael Holm Tobias Björk Linjedomare Henrik Pihlblad Ludvig Lundgren | Malmö Publik: 7 806 Domare: Huvuddomare Mikael Holm Tobias Björk Linjedomare Henrik Pihlblad Ludvig Lundgren |

| 3.7         | 27 mars 2019 | Frölunda HC | 7–2                     | Malmö Redhawks                                          | Scandinavium | |
| 19:00 UTC+1 | 19:00 UTC+1  | (3–0, 2–1, 2–1) Rapport | (3–0, 2–1, 2–1) Rapport | (3–0, 2–1, 2–1) Rapport                                 | Göteborg Publik: 10 209 Domare: Huvuddomare Linus Öhlund Tobias Björk Linjedomare Henrik Pihlblad Anders Nyqvist | Göteborg Publik: 10 209 Domare: Huvuddomare Linus Öhlund Tobias Björk Linjedomare Henrik Pihlblad Anders Nyqvist |
| 19:00 UTC+1 | 19:00 UTC+1  | Simon Hjalmarsson (01:53) Anders Grönlund (06:24) Anders Grönlund (16:16) Chay Genoway (24:24) Simon Hjalmarsson (27:37) (PP1) Joel Lundqvist (42:40) Patrik Carlsson (45:06) (SH1) | Mål                     | (23:57) (PP1) Marcus Björk (46:39) (PP1) Johan Olofsson | Göteborg Publik: 10 209 Domare: Huvuddomare Linus Öhlund Tobias Björk Linjedomare Henrik Pihlblad Anders Nyqvist | Göteborg Publik: 10 209 Domare: Huvuddomare Linus Öhlund Tobias Björk Linjedomare Henrik Pihlblad Anders Nyqvist |
| 19:00 UTC+1 | 19:00 UTC+1  | |                         |                                                         | Göteborg Publik: 10 209 Domare: Huvuddomare Linus Öhlund Tobias Björk Linjedomare Henrik Pihlblad Anders Nyqvist | Göteborg Publik: 10 209 Domare: Huvuddomare Linus Öhlund Tobias Björk Linjedomare Henrik Pihlblad Anders Nyqvist |
| 19:00 UTC+1 | 19:00 UTC+1  | |                         |                                                         | Göteborg Publik: 10 209 Domare: Huvuddomare Linus Öhlund Tobias Björk Linjedomare Henrik Pihlblad Anders Nyqvist | Göteborg Publik: 10 209 Domare: Huvuddomare Linus Öhlund Tobias Björk Linjedomare Henrik Pihlblad Anders Nyqvist |
| 19:00 UTC+1 | 19:00 UTC+1  | |                         |                                                         | Göteborg Publik: 10 209 Domare: Huvuddomare Linus Öhlund Tobias Björk Linjedomare Henrik Pihlblad Anders Nyqvist | Göteborg Publik: 10 209 Domare: Huvuddomare Linus Öhlund Tobias Björk Linjedomare Henrik Pihlblad Anders Nyqvist |
| 19:00 UTC+1 | 19:00 UTC+1  | |                         |                                                         | Göteborg Publik: 10 209 Domare: Huvuddomare Linus Öhlund Tobias Björk Linjedomare Henrik Pihlblad Anders Nyqvist | Göteborg Publik: 10 209 Domare: Huvuddomare Linus Öhlund Tobias Björk Linjedomare Henrik Pihlblad Anders Nyqvist |

| 4.7         | 29 mars 2019 | Malmö Redhawks                                                               | 3–5                     | Frölunda HC | Malmö Arena                                                                                                 | |
| 19:00 UTC+1 | 19:00 UTC+1  | (0–2, 2–1, 1–2) Rapport                                                      | (0–2, 2–1, 1–2) Rapport | (0–2, 2–1, 1–2) Rapport                                                                                               | Malmö Publik: 9 713 Domare: Huvuddomare Mikael Holm Linus Öhlund Linjedomare Ludvig Lundgren Anders Nyqvist | Malmö Publik: 9 713 Domare: Huvuddomare Mikael Holm Linus Öhlund Linjedomare Ludvig Lundgren Anders Nyqvist |
| 19:00 UTC+1 | 19:00 UTC+1  | Frederik Storm (26:03) (PP1) Malte Setkov (38:24) Konstantin Komarek (41:54) | Mål                     | (14:31) (PP1) Joel Lundqvist (16:48) Ryan Lasch (32:19) Jacob Peterson (54:24) Chay Genoway (57:34) Simon Hjalmarsson | Malmö Publik: 9 713 Domare: Huvuddomare Mikael Holm Linus Öhlund Linjedomare Ludvig Lundgren Anders Nyqvist | Malmö Publik: 9 713 Domare: Huvuddomare Mikael Holm Linus Öhlund Linjedomare Ludvig Lundgren Anders Nyqvist |
| 19:00 UTC+1 | 19:00 UTC+1  |                                                                              |                         | | Malmö Publik: 9 713 Domare: Huvuddomare Mikael Holm Linus Öhlund Linjedomare Ludvig Lundgren Anders Nyqvist | Malmö Publik: 9 713 Domare: Huvuddomare Mikael Holm Linus Öhlund Linjedomare Ludvig Lundgren Anders Nyqvist |
| 19:00 UTC+1 | 19:00 UTC+1  |                                                                              |                         | | Malmö Publik: 9 713 Domare: Huvuddomare Mikael Holm Linus Öhlund Linjedomare Ludvig Lundgren Anders Nyqvist | Malmö Publik: 9 713 Domare: Huvuddomare Mikael Holm Linus Öhlund Linjedomare Ludvig Lundgren Anders Nyqvist |
| 19:00 UTC+1 | 19:00 UTC+1  |                                                                              |                         | | Malmö Publik: 9 713 Domare: Huvuddomare Mikael Holm Linus Öhlund Linjedomare Ludvig Lundgren Anders Nyqvist | Malmö Publik: 9 713 Domare: Huvuddomare Mikael Holm Linus Öhlund Linjedomare Ludvig Lundgren Anders Nyqvist |
| 19:00 UTC+1 | 19:00 UTC+1  |                                                                              |                         | | Malmö Publik: 9 713 Domare: Huvuddomare Mikael Holm Linus Öhlund Linjedomare Ludvig Lundgren Anders Nyqvist | Malmö Publik: 9 713 Domare: Huvuddomare Mikael Holm Linus Öhlund Linjedomare Ludvig Lundgren Anders Nyqvist |

| 5.7         | 31 mars 2019 | Frölunda HC                                                                           | 4–1                     | Malmö Redhawks          | Frölundaborg | |
| 15:00 UTC+2 | 15:00 UTC+2  | (0–0, 3–1, 0–0) Rapport                                                               | (0–0, 3–1, 0–0) Rapport | (0–0, 3–1, 0–0) Rapport | Göteborg Publik: 6 044 Domare: Huvuddomare Linus Öhlund Tobias Björk Linjedomare Henrik Pihlblad Ludvig Lundgren | Göteborg Publik: 6 044 Domare: Huvuddomare Linus Öhlund Tobias Björk Linjedomare Henrik Pihlblad Ludvig Lundgren |
| 15:00 UTC+2 | 15:00 UTC+2  | Chay Genoway (21:29) Brandon Gormley (30:05) Chay Genoway (37:36) Max Friberg (59:55) | Mål                     | (28:59) Carl Persson    | Göteborg Publik: 6 044 Domare: Huvuddomare Linus Öhlund Tobias Björk Linjedomare Henrik Pihlblad Ludvig Lundgren | Göteborg Publik: 6 044 Domare: Huvuddomare Linus Öhlund Tobias Björk Linjedomare Henrik Pihlblad Ludvig Lundgren |
| 15:00 UTC+2 | 15:00 UTC+2  |                                                                                       |                         |                         | Göteborg Publik: 6 044 Domare: Huvuddomare Linus Öhlund Tobias Björk Linjedomare Henrik Pihlblad Ludvig Lundgren | Göteborg Publik: 6 044 Domare: Huvuddomare Linus Öhlund Tobias Björk Linjedomare Henrik Pihlblad Ludvig Lundgren |
| 15:00 UTC+2 | 15:00 UTC+2  |                                                                                       |                         |                         | Göteborg Publik: 6 044 Domare: Huvuddomare Linus Öhlund Tobias Björk Linjedomare Henrik Pihlblad Ludvig Lundgren | Göteborg Publik: 6 044 Domare: Huvuddomare Linus Öhlund Tobias Björk Linjedomare Henrik Pihlblad Ludvig Lundgren |
| 15:00 UTC+2 | 15:00 UTC+2  |                                                                                       |                         |                         | Göteborg Publik: 6 044 Domare: Huvuddomare Linus Öhlund Tobias Björk Linjedomare Henrik Pihlblad Ludvig Lundgren | Göteborg Publik: 6 044 Domare: Huvuddomare Linus Öhlund Tobias Björk Linjedomare Henrik Pihlblad Ludvig Lundgren |
| 15:00 UTC+2 | 15:00 UTC+2  |                                                                                       |                         |                         | Göteborg Publik: 6 044 Domare: Huvuddomare Linus Öhlund Tobias Björk Linjedomare Henrik Pihlblad Ludvig Lundgren | Göteborg Publik: 6 044 Domare: Huvuddomare Linus Öhlund Tobias Björk Linjedomare Henrik Pihlblad Ludvig Lundgren |

Djurgårdens IF–Skellefteå AIK
| 1.7         | 23 mars 2019 | Djurgårdens IF          | 0–2                     | Skellefteå AIK                                   | Hovet | |
| 14:45 UTC+1 | 14:45 UTC+1  | (0–0, 0–2, 0–0) Rapport | (0–0, 0–2, 0–0) Rapport | (0–0, 0–2, 0–0) Rapport                          | Stockholm Publik: 8 094 Domare: Huvuddomare Wolmer Edqvist Mikael Nord Linjedomare Johannes Käck Daniel Persson | Stockholm Publik: 8 094 Domare: Huvuddomare Wolmer Edqvist Mikael Nord Linjedomare Johannes Käck Daniel Persson |
| 14:45 UTC+1 | 14:45 UTC+1  |                         | Mål                     | (31:58) (PP1) Robin Alvarez (39:17) Bud Holloway | Stockholm Publik: 8 094 Domare: Huvuddomare Wolmer Edqvist Mikael Nord Linjedomare Johannes Käck Daniel Persson | Stockholm Publik: 8 094 Domare: Huvuddomare Wolmer Edqvist Mikael Nord Linjedomare Johannes Käck Daniel Persson |
| 14:45 UTC+1 | 14:45 UTC+1  |                         |                         |                                                  | Stockholm Publik: 8 094 Domare: Huvuddomare Wolmer Edqvist Mikael Nord Linjedomare Johannes Käck Daniel Persson | Stockholm Publik: 8 094 Domare: Huvuddomare Wolmer Edqvist Mikael Nord Linjedomare Johannes Käck Daniel Persson |
| 14:45 UTC+1 | 14:45 UTC+1  |                         |                         |                                                  | Stockholm Publik: 8 094 Domare: Huvuddomare Wolmer Edqvist Mikael Nord Linjedomare Johannes Käck Daniel Persson | Stockholm Publik: 8 094 Domare: Huvuddomare Wolmer Edqvist Mikael Nord Linjedomare Johannes Käck Daniel Persson |
| 14:45 UTC+1 | 14:45 UTC+1  |                         |                         |                                                  | Stockholm Publik: 8 094 Domare: Huvuddomare Wolmer Edqvist Mikael Nord Linjedomare Johannes Käck Daniel Persson | Stockholm Publik: 8 094 Domare: Huvuddomare Wolmer Edqvist Mikael Nord Linjedomare Johannes Käck Daniel Persson |
| 14:45 UTC+1 | 14:45 UTC+1  |                         |                         |                                                  | Stockholm Publik: 8 094 Domare: Huvuddomare Wolmer Edqvist Mikael Nord Linjedomare Johannes Käck Daniel Persson | Stockholm Publik: 8 094 Domare: Huvuddomare Wolmer Edqvist Mikael Nord Linjedomare Johannes Käck Daniel Persson |

| 2.7         | 25 mars 2019 | Skellefteå AIK                                                             | 3–6                     | Djurgårdens IF | Skellefteå Kraft Arena                                                                                                | |
| 19:00 UTC+1 | 19:00 UTC+1  | (2–3, 0–1, 1–2) Rapport                                                    | (2–3, 0–1, 1–2) Rapport | (2–3, 0–1, 1–2) Rapport | Skellefteå Publik: 4 831 Domare: Huvuddomare Andreas Harnebring Wolmer Edqvist Linjedomare Johannes Käck Jimmy Dahmén | Skellefteå Publik: 4 831 Domare: Huvuddomare Andreas Harnebring Wolmer Edqvist Linjedomare Johannes Käck Jimmy Dahmén |
| 19:00 UTC+1 | 19:00 UTC+1  | Oscar Möller (08:31) (PP2) Oscar Möller (11:22) (PP1) Mathis Olimb (48:57) | Mål                     | (04:33) (PP1) Emil Bemström (07:41) (SH1) Sebastian Strandberg (18:24) Daniel Brodin (27:23) Petteri Wirtanen (54:33) Olle Alsing (59:14) Mattias Guter | Skellefteå Publik: 4 831 Domare: Huvuddomare Andreas Harnebring Wolmer Edqvist Linjedomare Johannes Käck Jimmy Dahmén | Skellefteå Publik: 4 831 Domare: Huvuddomare Andreas Harnebring Wolmer Edqvist Linjedomare Johannes Käck Jimmy Dahmén |
| 19:00 UTC+1 | 19:00 UTC+1  |                                                                            |                         | | Skellefteå Publik: 4 831 Domare: Huvuddomare Andreas Harnebring Wolmer Edqvist Linjedomare Johannes Käck Jimmy Dahmén | Skellefteå Publik: 4 831 Domare: Huvuddomare Andreas Harnebring Wolmer Edqvist Linjedomare Johannes Käck Jimmy Dahmén |
| 19:00 UTC+1 | 19:00 UTC+1  |                                                                            |                         | | Skellefteå Publik: 4 831 Domare: Huvuddomare Andreas Harnebring Wolmer Edqvist Linjedomare Johannes Käck Jimmy Dahmén | Skellefteå Publik: 4 831 Domare: Huvuddomare Andreas Harnebring Wolmer Edqvist Linjedomare Johannes Käck Jimmy Dahmén |
| 19:00 UTC+1 | 19:00 UTC+1  |                                                                            |                         | | Skellefteå Publik: 4 831 Domare: Huvuddomare Andreas Harnebring Wolmer Edqvist Linjedomare Johannes Käck Jimmy Dahmén | Skellefteå Publik: 4 831 Domare: Huvuddomare Andreas Harnebring Wolmer Edqvist Linjedomare Johannes Käck Jimmy Dahmén |
| 19:00 UTC+1 | 19:00 UTC+1  |                                                                            |                         | | Skellefteå Publik: 4 831 Domare: Huvuddomare Andreas Harnebring Wolmer Edqvist Linjedomare Johannes Käck Jimmy Dahmén | Skellefteå Publik: 4 831 Domare: Huvuddomare Andreas Harnebring Wolmer Edqvist Linjedomare Johannes Käck Jimmy Dahmén |

| 3.7         | 27 mars 2019 | Djurgårdens IF                                                             | 3–1                     | Skellefteå AIK               | Hovet | |
| 19:00 UTC+1 | 19:00 UTC+1  | (2–1, 0–0, 1–0) Rapport                                                    | (2–1, 0–0, 1–0) Rapport | (2–1, 0–0, 1–0) Rapport      | Stockholm Publik: 8 094 Domare: Huvuddomare Andreas Harnebring Mikael Nord Linjedomare Daniel Persson Jimmy Dahmén | Stockholm Publik: 8 094 Domare: Huvuddomare Andreas Harnebring Mikael Nord Linjedomare Daniel Persson Jimmy Dahmén |
| 19:00 UTC+1 | 19:00 UTC+1  | Dick Axelsson (16:24) Sebastian Strandberg (18:51) Dennis Svensson (57:09) | Mål                     | (09:01) (PP1) Albin Eriksson | Stockholm Publik: 8 094 Domare: Huvuddomare Andreas Harnebring Mikael Nord Linjedomare Daniel Persson Jimmy Dahmén | Stockholm Publik: 8 094 Domare: Huvuddomare Andreas Harnebring Mikael Nord Linjedomare Daniel Persson Jimmy Dahmén |
| 19:00 UTC+1 | 19:00 UTC+1  |                                                                            |                         |                              | Stockholm Publik: 8 094 Domare: Huvuddomare Andreas Harnebring Mikael Nord Linjedomare Daniel Persson Jimmy Dahmén | Stockholm Publik: 8 094 Domare: Huvuddomare Andreas Harnebring Mikael Nord Linjedomare Daniel Persson Jimmy Dahmén |
| 19:00 UTC+1 | 19:00 UTC+1  |                                                                            |                         |                              | Stockholm Publik: 8 094 Domare: Huvuddomare Andreas Harnebring Mikael Nord Linjedomare Daniel Persson Jimmy Dahmén | Stockholm Publik: 8 094 Domare: Huvuddomare Andreas Harnebring Mikael Nord Linjedomare Daniel Persson Jimmy Dahmén |
| 19:00 UTC+1 | 19:00 UTC+1  |                                                                            |                         |                              | Stockholm Publik: 8 094 Domare: Huvuddomare Andreas Harnebring Mikael Nord Linjedomare Daniel Persson Jimmy Dahmén | Stockholm Publik: 8 094 Domare: Huvuddomare Andreas Harnebring Mikael Nord Linjedomare Daniel Persson Jimmy Dahmén |
| 19:00 UTC+1 | 19:00 UTC+1  |                                                                            |                         |                              | Stockholm Publik: 8 094 Domare: Huvuddomare Andreas Harnebring Mikael Nord Linjedomare Daniel Persson Jimmy Dahmén | Stockholm Publik: 8 094 Domare: Huvuddomare Andreas Harnebring Mikael Nord Linjedomare Daniel Persson Jimmy Dahmén |

| 4.7         | 29 mars 2019 | Skellefteå AIK                            | 2–4                     | Djurgårdens IF                                                                                                 | Skellefteå Kraft Arena                                                                                           | |
| 19:00 UTC+1 | 19:00 UTC+1  | (0–0, 1–3, 1–1) Rapport                   | (0–0, 1–3, 1–1) Rapport | (0–0, 1–3, 1–1) Rapport                                                                                        | Skellefteå Publik: 5 801 Domare: Huvuddomare Wolmer Edqvist Mikael Nord Linjedomare Johannes Käck Daniel Persson | Skellefteå Publik: 5 801 Domare: Huvuddomare Wolmer Edqvist Mikael Nord Linjedomare Johannes Käck Daniel Persson |
| 19:00 UTC+1 | 19:00 UTC+1  | Oscar Möller (29:21) Bud Holloway (43:49) | Mål                     | (24:43) Marcus Davidsson (32:23) Axel Jonsson-Fjällby (37:14) (PP1) Daniel Brodin (51:09) Axel Jonsson-Fjällby | Skellefteå Publik: 5 801 Domare: Huvuddomare Wolmer Edqvist Mikael Nord Linjedomare Johannes Käck Daniel Persson | Skellefteå Publik: 5 801 Domare: Huvuddomare Wolmer Edqvist Mikael Nord Linjedomare Johannes Käck Daniel Persson |
| 19:00 UTC+1 | 19:00 UTC+1  |                                           |                         | | Skellefteå Publik: 5 801 Domare: Huvuddomare Wolmer Edqvist Mikael Nord Linjedomare Johannes Käck Daniel Persson | Skellefteå Publik: 5 801 Domare: Huvuddomare Wolmer Edqvist Mikael Nord Linjedomare Johannes Käck Daniel Persson |
| 19:00 UTC+1 | 19:00 UTC+1  |                                           |                         | | Skellefteå Publik: 5 801 Domare: Huvuddomare Wolmer Edqvist Mikael Nord Linjedomare Johannes Käck Daniel Persson | Skellefteå Publik: 5 801 Domare: Huvuddomare Wolmer Edqvist Mikael Nord Linjedomare Johannes Käck Daniel Persson |
| 19:00 UTC+1 | 19:00 UTC+1  |                                           |                         | | Skellefteå Publik: 5 801 Domare: Huvuddomare Wolmer Edqvist Mikael Nord Linjedomare Johannes Käck Daniel Persson | Skellefteå Publik: 5 801 Domare: Huvuddomare Wolmer Edqvist Mikael Nord Linjedomare Johannes Käck Daniel Persson |
| 19:00 UTC+1 | 19:00 UTC+1  |                                           |                         | | Skellefteå Publik: 5 801 Domare: Huvuddomare Wolmer Edqvist Mikael Nord Linjedomare Johannes Käck Daniel Persson | Skellefteå Publik: 5 801 Domare: Huvuddomare Wolmer Edqvist Mikael Nord Linjedomare Johannes Käck Daniel Persson |

| 5.7         | 31 mars 2019 | Djurgårdens IF                           | 2–3                     | Skellefteå AIK                                                                               | Hovet | |
| 15:00 UTC+2 | 15:00 UTC+2  | (0–0, 0–2, 2–1) Rapport                  | (0–0, 0–2, 2–1) Rapport | (0–0, 0–2, 2–1) Rapport                                                                      | Stockholm Publik: 8 094 Domare: Huvuddomare Andreas Harnebring Wolmer Edqvist Linjedomare Johannes Käck Jimmy Dahmén | Stockholm Publik: 8 094 Domare: Huvuddomare Andreas Harnebring Wolmer Edqvist Linjedomare Johannes Käck Jimmy Dahmén |
| 15:00 UTC+2 | 15:00 UTC+2  | Robin Norell (43:08) Olle Alsing (58:56) | Mål                     | (30:49) (PP1) Joakim Lindström (33:14) (SH1) Andreas Wingerli (40:56) (PP1) Joakim Lindström | Stockholm Publik: 8 094 Domare: Huvuddomare Andreas Harnebring Wolmer Edqvist Linjedomare Johannes Käck Jimmy Dahmén | Stockholm Publik: 8 094 Domare: Huvuddomare Andreas Harnebring Wolmer Edqvist Linjedomare Johannes Käck Jimmy Dahmén |
| 15:00 UTC+2 | 15:00 UTC+2  |                                          |                         |                                                                                              | Stockholm Publik: 8 094 Domare: Huvuddomare Andreas Harnebring Wolmer Edqvist Linjedomare Johannes Käck Jimmy Dahmén | Stockholm Publik: 8 094 Domare: Huvuddomare Andreas Harnebring Wolmer Edqvist Linjedomare Johannes Käck Jimmy Dahmén |
| 15:00 UTC+2 | 15:00 UTC+2  |                                          |                         |                                                                                              | Stockholm Publik: 8 094 Domare: Huvuddomare Andreas Harnebring Wolmer Edqvist Linjedomare Johannes Käck Jimmy Dahmén | Stockholm Publik: 8 094 Domare: Huvuddomare Andreas Harnebring Wolmer Edqvist Linjedomare Johannes Käck Jimmy Dahmén |
| 15:00 UTC+2 | 15:00 UTC+2  |                                          |                         |                                                                                              | Stockholm Publik: 8 094 Domare: Huvuddomare Andreas Harnebring Wolmer Edqvist Linjedomare Johannes Käck Jimmy Dahmén | Stockholm Publik: 8 094 Domare: Huvuddomare Andreas Harnebring Wolmer Edqvist Linjedomare Johannes Käck Jimmy Dahmén |
| 15:00 UTC+2 | 15:00 UTC+2  |                                          |                         |                                                                                              | Stockholm Publik: 8 094 Domare: Huvuddomare Andreas Harnebring Wolmer Edqvist Linjedomare Johannes Käck Jimmy Dahmén | Stockholm Publik: 8 094 Domare: Huvuddomare Andreas Harnebring Wolmer Edqvist Linjedomare Johannes Käck Jimmy Dahmén |

| 6.7         | 2 april 2019 | Skellefteå AIK           | 1–4                     | Djurgårdens IF                                                                                      | Skellefteå Kraft Arena                                                                                              | |
| 19:00 UTC+2 | 19:00 UTC+2  | (1–0, 0–2, 0–2) Rapport  | (1–0, 0–2, 0–2) Rapport | (1–0, 0–2, 0–2) Rapport                                                                             | Skellefteå Publik: 5 202 Domare: Huvuddomare Andreas Harnebring Mikael Nord Linjedomare Daniel Persson Jimmy Dahmén | Skellefteå Publik: 5 202 Domare: Huvuddomare Andreas Harnebring Mikael Nord Linjedomare Daniel Persson Jimmy Dahmén |
| 19:00 UTC+2 | 19:00 UTC+2  | Joakim Lindström (06:40) | Mål                     | (28:56) Emil Bemström (38:51) Linus Hultström (44:12) Marcus Davidsson (58:13) Sebastian Strandberg | Skellefteå Publik: 5 202 Domare: Huvuddomare Andreas Harnebring Mikael Nord Linjedomare Daniel Persson Jimmy Dahmén | Skellefteå Publik: 5 202 Domare: Huvuddomare Andreas Harnebring Mikael Nord Linjedomare Daniel Persson Jimmy Dahmén |
| 19:00 UTC+2 | 19:00 UTC+2  |                          |                         | | Skellefteå Publik: 5 202 Domare: Huvuddomare Andreas Harnebring Mikael Nord Linjedomare Daniel Persson Jimmy Dahmén | Skellefteå Publik: 5 202 Domare: Huvuddomare Andreas Harnebring Mikael Nord Linjedomare Daniel Persson Jimmy Dahmén |
| 19:00 UTC+2 | 19:00 UTC+2  |                          |                         | | Skellefteå Publik: 5 202 Domare: Huvuddomare Andreas Harnebring Mikael Nord Linjedomare Daniel Persson Jimmy Dahmén | Skellefteå Publik: 5 202 Domare: Huvuddomare Andreas Harnebring Mikael Nord Linjedomare Daniel Persson Jimmy Dahmén |
| 19:00 UTC+2 | 19:00 UTC+2  |                          |                         | | Skellefteå Publik: 5 202 Domare: Huvuddomare Andreas Harnebring Mikael Nord Linjedomare Daniel Persson Jimmy Dahmén | Skellefteå Publik: 5 202 Domare: Huvuddomare Andreas Harnebring Mikael Nord Linjedomare Daniel Persson Jimmy Dahmén |
| 19:00 UTC+2 | 19:00 UTC+2  |                          |                         | | Skellefteå Publik: 5 202 Domare: Huvuddomare Andreas Harnebring Mikael Nord Linjedomare Daniel Persson Jimmy Dahmén | Skellefteå Publik: 5 202 Domare: Huvuddomare Andreas Harnebring Mikael Nord Linjedomare Daniel Persson Jimmy Dahmén |

Luleå HF–Växjö Lakers
| 1.7         | 22 mars 2019 | Luleå HF                                                               | 3–1                     | Växjö Lakers            | Coop Norrbotten Arena                                                                                             | |
| 19:00 UTC+1 | 19:00 UTC+1  | (0–0, 1–1, 2–0) Rapport                                                | (0–0, 1–1, 2–0) Rapport | (0–0, 1–1, 2–0) Rapport | Luleå Publik: 6 004 Domare: Huvuddomare Mikael Sjöqvist Morgan Johansson Linjedomare Jan Sandström Emil Yletyinen | Luleå Publik: 6 004 Domare: Huvuddomare Mikael Sjöqvist Morgan Johansson Linjedomare Jan Sandström Emil Yletyinen |
| 19:00 UTC+1 | 19:00 UTC+1  | Emil Larsson (33:14) Einar Emanuelsson (58:34) Niklas Olausson (58:50) | Mål                     | (36:03) Linus Fröberg   | Luleå Publik: 6 004 Domare: Huvuddomare Mikael Sjöqvist Morgan Johansson Linjedomare Jan Sandström Emil Yletyinen | Luleå Publik: 6 004 Domare: Huvuddomare Mikael Sjöqvist Morgan Johansson Linjedomare Jan Sandström Emil Yletyinen |
| 19:00 UTC+1 | 19:00 UTC+1  |                                                                        |                         |                         | Luleå Publik: 6 004 Domare: Huvuddomare Mikael Sjöqvist Morgan Johansson Linjedomare Jan Sandström Emil Yletyinen | Luleå Publik: 6 004 Domare: Huvuddomare Mikael Sjöqvist Morgan Johansson Linjedomare Jan Sandström Emil Yletyinen |
| 19:00 UTC+1 | 19:00 UTC+1  |                                                                        |                         |                         | Luleå Publik: 6 004 Domare: Huvuddomare Mikael Sjöqvist Morgan Johansson Linjedomare Jan Sandström Emil Yletyinen | Luleå Publik: 6 004 Domare: Huvuddomare Mikael Sjöqvist Morgan Johansson Linjedomare Jan Sandström Emil Yletyinen |
| 19:00 UTC+1 | 19:00 UTC+1  |                                                                        |                         |                         | Luleå Publik: 6 004 Domare: Huvuddomare Mikael Sjöqvist Morgan Johansson Linjedomare Jan Sandström Emil Yletyinen | Luleå Publik: 6 004 Domare: Huvuddomare Mikael Sjöqvist Morgan Johansson Linjedomare Jan Sandström Emil Yletyinen |
| 19:00 UTC+1 | 19:00 UTC+1  |                                                                        |                         |                         | Luleå Publik: 6 004 Domare: Huvuddomare Mikael Sjöqvist Morgan Johansson Linjedomare Jan Sandström Emil Yletyinen | Luleå Publik: 6 004 Domare: Huvuddomare Mikael Sjöqvist Morgan Johansson Linjedomare Jan Sandström Emil Yletyinen |

| 2.7         | 24 mars 2019 | Växjö Lakers                                                                                   | 000 4–5 (SD)                 | Luleå HF | Vida Arena | |
| 15:00 UTC+1 | 15:00 UTC+1  | (1–1, 1–1, 2–2, 0–1) Rapport                                                                   | (1–1, 1–1, 2–2, 0–1) Rapport | (1–1, 1–1, 2–2, 0–1) Rapport                                                                                | Växjö Publik: 5 245 Domare: Huvuddomare Patrik Sjöberg Mikael Sjöqvist Linjedomare Jan Sandström Fredrik Altberg | Växjö Publik: 5 245 Domare: Huvuddomare Patrik Sjöberg Mikael Sjöqvist Linjedomare Jan Sandström Fredrik Altberg |
| 15:00 UTC+1 | 15:00 UTC+1  | Linus Fröberg (07:01) (PP2) Liam Reddox (20:57) Brendan Shinnimin (41:57) Dominik Bokk (56:45) | Mål                          | (00:50) Robin Kovacs (35:07) Robin Kovacs (44:54) Emil Larsson (58:45) Emil Larsson (64:36) Niklas Olausson | Växjö Publik: 5 245 Domare: Huvuddomare Patrik Sjöberg Mikael Sjöqvist Linjedomare Jan Sandström Fredrik Altberg | Växjö Publik: 5 245 Domare: Huvuddomare Patrik Sjöberg Mikael Sjöqvist Linjedomare Jan Sandström Fredrik Altberg |
| 15:00 UTC+1 | 15:00 UTC+1  |                                                                                                |                              | | Växjö Publik: 5 245 Domare: Huvuddomare Patrik Sjöberg Mikael Sjöqvist Linjedomare Jan Sandström Fredrik Altberg | Växjö Publik: 5 245 Domare: Huvuddomare Patrik Sjöberg Mikael Sjöqvist Linjedomare Jan Sandström Fredrik Altberg |
| 15:00 UTC+1 | 15:00 UTC+1  |                                                                                                |                              | | Växjö Publik: 5 245 Domare: Huvuddomare Patrik Sjöberg Mikael Sjöqvist Linjedomare Jan Sandström Fredrik Altberg | Växjö Publik: 5 245 Domare: Huvuddomare Patrik Sjöberg Mikael Sjöqvist Linjedomare Jan Sandström Fredrik Altberg |
| 15:00 UTC+1 | 15:00 UTC+1  |                                                                                                |                              | | Växjö Publik: 5 245 Domare: Huvuddomare Patrik Sjöberg Mikael Sjöqvist Linjedomare Jan Sandström Fredrik Altberg | Växjö Publik: 5 245 Domare: Huvuddomare Patrik Sjöberg Mikael Sjöqvist Linjedomare Jan Sandström Fredrik Altberg |
| 15:00 UTC+1 | 15:00 UTC+1  |                                                                                                |                              | | Växjö Publik: 5 245 Domare: Huvuddomare Patrik Sjöberg Mikael Sjöqvist Linjedomare Jan Sandström Fredrik Altberg | Växjö Publik: 5 245 Domare: Huvuddomare Patrik Sjöberg Mikael Sjöqvist Linjedomare Jan Sandström Fredrik Altberg |

| 3.7         | 26 mars 2019 | Luleå HF | 4–0                     | Växjö Lakers            | Coop Norrbotten Arena                                                                                              | |
| 19:00 UTC+1 | 19:00 UTC+1  | (2–0, 1–0, 1–0) Rapport                                                                                         | (2–0, 1–0, 1–0) Rapport | (2–0, 1–0, 1–0) Rapport | Luleå Publik: 6 150 Domare: Huvuddomare Patrik Sjöberg Morgan Johansson Linjedomare Emil Yletyinen Fredrik Altberg | Luleå Publik: 6 150 Domare: Huvuddomare Patrik Sjöberg Morgan Johansson Linjedomare Emil Yletyinen Fredrik Altberg |
| 19:00 UTC+1 | 19:00 UTC+1  | Niklas Olausson (16:41) (PP1) Isac Lundeström (19:38) Jesper Sellgren (26:13) (PP1) Carl Mattsson (58:22) (PP1) | Mål                     |                         | Luleå Publik: 6 150 Domare: Huvuddomare Patrik Sjöberg Morgan Johansson Linjedomare Emil Yletyinen Fredrik Altberg | Luleå Publik: 6 150 Domare: Huvuddomare Patrik Sjöberg Morgan Johansson Linjedomare Emil Yletyinen Fredrik Altberg |
| 19:00 UTC+1 | 19:00 UTC+1  | |                         |                         | Luleå Publik: 6 150 Domare: Huvuddomare Patrik Sjöberg Morgan Johansson Linjedomare Emil Yletyinen Fredrik Altberg | Luleå Publik: 6 150 Domare: Huvuddomare Patrik Sjöberg Morgan Johansson Linjedomare Emil Yletyinen Fredrik Altberg |
| 19:00 UTC+1 | 19:00 UTC+1  | |                         |                         | Luleå Publik: 6 150 Domare: Huvuddomare Patrik Sjöberg Morgan Johansson Linjedomare Emil Yletyinen Fredrik Altberg | Luleå Publik: 6 150 Domare: Huvuddomare Patrik Sjöberg Morgan Johansson Linjedomare Emil Yletyinen Fredrik Altberg |
| 19:00 UTC+1 | 19:00 UTC+1  | |                         |                         | Luleå Publik: 6 150 Domare: Huvuddomare Patrik Sjöberg Morgan Johansson Linjedomare Emil Yletyinen Fredrik Altberg | Luleå Publik: 6 150 Domare: Huvuddomare Patrik Sjöberg Morgan Johansson Linjedomare Emil Yletyinen Fredrik Altberg |
| 19:00 UTC+1 | 19:00 UTC+1  | |                         |                         | Luleå Publik: 6 150 Domare: Huvuddomare Patrik Sjöberg Morgan Johansson Linjedomare Emil Yletyinen Fredrik Altberg | Luleå Publik: 6 150 Domare: Huvuddomare Patrik Sjöberg Morgan Johansson Linjedomare Emil Yletyinen Fredrik Altberg |

| 4.7         | 28 mars 2019 | Växjö Lakers                                                                   | 000 3–2 (SD)                 | Luleå HF                                           | Vida Arena | |
| 19:00 UTC+1 | 19:00 UTC+1  | (1–0, 0–1, 1–1, 1–0) Rapport                                                   | (1–0, 0–1, 1–1, 1–0) Rapport | (1–0, 0–1, 1–1, 1–0) Rapport                       | Växjö Publik: 5 231 Domare: Huvuddomare Mikael Sjöqvist Morgan Johansson Linjedomare Jan Sandström Emil Yletyinen | Växjö Publik: 5 231 Domare: Huvuddomare Mikael Sjöqvist Morgan Johansson Linjedomare Jan Sandström Emil Yletyinen |
| 19:00 UTC+1 | 19:00 UTC+1  | Brendan Shinnimin (16:05) Brendan Shinnimin (46:49) (PP1) Dominik Bokk (66:25) | Mål                          | (37:09) Erik Gustafsson (44:04) Petter Emanuelsson | Växjö Publik: 5 231 Domare: Huvuddomare Mikael Sjöqvist Morgan Johansson Linjedomare Jan Sandström Emil Yletyinen | Växjö Publik: 5 231 Domare: Huvuddomare Mikael Sjöqvist Morgan Johansson Linjedomare Jan Sandström Emil Yletyinen |
| 19:00 UTC+1 | 19:00 UTC+1  |                                                                                |                              |                                                    | Växjö Publik: 5 231 Domare: Huvuddomare Mikael Sjöqvist Morgan Johansson Linjedomare Jan Sandström Emil Yletyinen | Växjö Publik: 5 231 Domare: Huvuddomare Mikael Sjöqvist Morgan Johansson Linjedomare Jan Sandström Emil Yletyinen |
| 19:00 UTC+1 | 19:00 UTC+1  |                                                                                |                              |                                                    | Växjö Publik: 5 231 Domare: Huvuddomare Mikael Sjöqvist Morgan Johansson Linjedomare Jan Sandström Emil Yletyinen | Växjö Publik: 5 231 Domare: Huvuddomare Mikael Sjöqvist Morgan Johansson Linjedomare Jan Sandström Emil Yletyinen |
| 19:00 UTC+1 | 19:00 UTC+1  |                                                                                |                              |                                                    | Växjö Publik: 5 231 Domare: Huvuddomare Mikael Sjöqvist Morgan Johansson Linjedomare Jan Sandström Emil Yletyinen | Växjö Publik: 5 231 Domare: Huvuddomare Mikael Sjöqvist Morgan Johansson Linjedomare Jan Sandström Emil Yletyinen |
| 19:00 UTC+1 | 19:00 UTC+1  |                                                                                |                              |                                                    | Växjö Publik: 5 231 Domare: Huvuddomare Mikael Sjöqvist Morgan Johansson Linjedomare Jan Sandström Emil Yletyinen | Växjö Publik: 5 231 Domare: Huvuddomare Mikael Sjöqvist Morgan Johansson Linjedomare Jan Sandström Emil Yletyinen |

| 5.7         | 30 mars 2019 | Luleå HF | 4–1                     | Växjö Lakers            | Coop Norrbotten Arena                                                                                            | |
| 15:15 UTC+1 | 15:15 UTC+1  | (1–0, 1–0, 2–1) Rapport                                                                                     | (1–0, 1–0, 2–1) Rapport | (1–0, 1–0, 2–1) Rapport | Luleå Publik: 6 150 Domare: Huvuddomare Patrik Sjöberg Mikael Sjöqvist Linjedomare Jan Sandström Fredrik Altberg | Luleå Publik: 6 150 Domare: Huvuddomare Patrik Sjöberg Mikael Sjöqvist Linjedomare Jan Sandström Fredrik Altberg |
| 15:15 UTC+1 | 15:15 UTC+1  | Erik Gustafsson (14:53) Erik Gustafsson (39:54) (PP2) Petter Emanuelsson (43:03) Emil Larsson (58:36) (PP1) | Mål                     | (59:33) Kris Versteeg   | Luleå Publik: 6 150 Domare: Huvuddomare Patrik Sjöberg Mikael Sjöqvist Linjedomare Jan Sandström Fredrik Altberg | Luleå Publik: 6 150 Domare: Huvuddomare Patrik Sjöberg Mikael Sjöqvist Linjedomare Jan Sandström Fredrik Altberg |
| 15:15 UTC+1 | 15:15 UTC+1  | |                         |                         | Luleå Publik: 6 150 Domare: Huvuddomare Patrik Sjöberg Mikael Sjöqvist Linjedomare Jan Sandström Fredrik Altberg | Luleå Publik: 6 150 Domare: Huvuddomare Patrik Sjöberg Mikael Sjöqvist Linjedomare Jan Sandström Fredrik Altberg |
| 15:15 UTC+1 | 15:15 UTC+1  | |                         |                         | Luleå Publik: 6 150 Domare: Huvuddomare Patrik Sjöberg Mikael Sjöqvist Linjedomare Jan Sandström Fredrik Altberg | Luleå Publik: 6 150 Domare: Huvuddomare Patrik Sjöberg Mikael Sjöqvist Linjedomare Jan Sandström Fredrik Altberg |
| 15:15 UTC+1 | 15:15 UTC+1  | |                         |                         | Luleå Publik: 6 150 Domare: Huvuddomare Patrik Sjöberg Mikael Sjöqvist Linjedomare Jan Sandström Fredrik Altberg | Luleå Publik: 6 150 Domare: Huvuddomare Patrik Sjöberg Mikael Sjöqvist Linjedomare Jan Sandström Fredrik Altberg |
| 15:15 UTC+1 | 15:15 UTC+1  | |                         |                         | Luleå Publik: 6 150 Domare: Huvuddomare Patrik Sjöberg Mikael Sjöqvist Linjedomare Jan Sandström Fredrik Altberg | Luleå Publik: 6 150 Domare: Huvuddomare Patrik Sjöberg Mikael Sjöqvist Linjedomare Jan Sandström Fredrik Altberg |

### Semifinaler
Färjestad BK–Djurgårdens IF
| 1.7         | 6 april 2019 | Färjestad BK | 5–2                     | Djurgårdens IF                                            | Löfbergs Arena                                                                                            | |
| 15:15 UTC+2 | 15:15 UTC+2  | (2–0, 2–1, 1–1) Rapport                                                                                                   | (2–0, 2–1, 1–1) Rapport | (2–0, 2–1, 1–1) Rapport                                   | Karlstad Publik: 7 912 Domare: Huvuddomare Linus Öhlund Tobias Björk Linjedomare Jimmy Dahmén Örjan Åhlén | Karlstad Publik: 7 912 Domare: Huvuddomare Linus Öhlund Tobias Björk Linjedomare Jimmy Dahmén Örjan Åhlén |
| 15:15 UTC+2 | 15:15 UTC+2  | Jesse Virtanen (11:08) (PP1) Joakim Nygård (13:41) Jesse Virtanen (27:52) Daniel Viksten (31:34) Martin Johansson (58:34) | Mål                     | (38:39) Sebastian Strandberg (45:17) Axel Jonsson-Fjällby | Karlstad Publik: 7 912 Domare: Huvuddomare Linus Öhlund Tobias Björk Linjedomare Jimmy Dahmén Örjan Åhlén | Karlstad Publik: 7 912 Domare: Huvuddomare Linus Öhlund Tobias Björk Linjedomare Jimmy Dahmén Örjan Åhlén |
| 15:15 UTC+2 | 15:15 UTC+2  | |                         |                                                           | Karlstad Publik: 7 912 Domare: Huvuddomare Linus Öhlund Tobias Björk Linjedomare Jimmy Dahmén Örjan Åhlén | Karlstad Publik: 7 912 Domare: Huvuddomare Linus Öhlund Tobias Björk Linjedomare Jimmy Dahmén Örjan Åhlén |
| 15:15 UTC+2 | 15:15 UTC+2  | |                         |                                                           | Karlstad Publik: 7 912 Domare: Huvuddomare Linus Öhlund Tobias Björk Linjedomare Jimmy Dahmén Örjan Åhlén | Karlstad Publik: 7 912 Domare: Huvuddomare Linus Öhlund Tobias Björk Linjedomare Jimmy Dahmén Örjan Åhlén |
| 15:15 UTC+2 | 15:15 UTC+2  | |                         |                                                           | Karlstad Publik: 7 912 Domare: Huvuddomare Linus Öhlund Tobias Björk Linjedomare Jimmy Dahmén Örjan Åhlén | Karlstad Publik: 7 912 Domare: Huvuddomare Linus Öhlund Tobias Björk Linjedomare Jimmy Dahmén Örjan Åhlén |
| 15:15 UTC+2 | 15:15 UTC+2  | |                         |                                                           | Karlstad Publik: 7 912 Domare: Huvuddomare Linus Öhlund Tobias Björk Linjedomare Jimmy Dahmén Örjan Åhlén | Karlstad Publik: 7 912 Domare: Huvuddomare Linus Öhlund Tobias Björk Linjedomare Jimmy Dahmén Örjan Åhlén |

| 2.7         | 8 april 2019 | Djurgårdens IF | 5–3                     | Färjestad BK                                                                           | Hovet | |
| 19:00 UTC+2 | 19:00 UTC+2  | (0–0, 1–2, 4–1) Rapport | (0–0, 1–2, 4–1) Rapport | (0–0, 1–2, 4–1) Rapport                                                                | Stockholm Publik: 8 094 Domare: Huvuddomare Andreas Harnebring Tobias Björk Linjedomare Daniel Persson Örjan Åhlén | Stockholm Publik: 8 094 Domare: Huvuddomare Andreas Harnebring Tobias Björk Linjedomare Daniel Persson Örjan Åhlén |
| 19:00 UTC+2 | 19:00 UTC+2  | Linus Hultström (36:55) (PP2) Emil Bemström (43:38) Linus Hultström (45:47) (PP1) Robin Norell (52:12) Dick Axelsson (58:55) | Mål                     | (24:46) Michael Lindqvist (31:20) (PP1) Marcus Nilsson (59:57) (PP1) Michael Lindqvist | Stockholm Publik: 8 094 Domare: Huvuddomare Andreas Harnebring Tobias Björk Linjedomare Daniel Persson Örjan Åhlén | Stockholm Publik: 8 094 Domare: Huvuddomare Andreas Harnebring Tobias Björk Linjedomare Daniel Persson Örjan Åhlén |
| 19:00 UTC+2 | 19:00 UTC+2  | |                         |                                                                                        | Stockholm Publik: 8 094 Domare: Huvuddomare Andreas Harnebring Tobias Björk Linjedomare Daniel Persson Örjan Åhlén | Stockholm Publik: 8 094 Domare: Huvuddomare Andreas Harnebring Tobias Björk Linjedomare Daniel Persson Örjan Åhlén |
| 19:00 UTC+2 | 19:00 UTC+2  | |                         |                                                                                        | Stockholm Publik: 8 094 Domare: Huvuddomare Andreas Harnebring Tobias Björk Linjedomare Daniel Persson Örjan Åhlén | Stockholm Publik: 8 094 Domare: Huvuddomare Andreas Harnebring Tobias Björk Linjedomare Daniel Persson Örjan Åhlén |
| 19:00 UTC+2 | 19:00 UTC+2  | |                         |                                                                                        | Stockholm Publik: 8 094 Domare: Huvuddomare Andreas Harnebring Tobias Björk Linjedomare Daniel Persson Örjan Åhlén | Stockholm Publik: 8 094 Domare: Huvuddomare Andreas Harnebring Tobias Björk Linjedomare Daniel Persson Örjan Åhlén |
| 19:00 UTC+2 | 19:00 UTC+2  | |                         |                                                                                        | Stockholm Publik: 8 094 Domare: Huvuddomare Andreas Harnebring Tobias Björk Linjedomare Daniel Persson Örjan Åhlén | Stockholm Publik: 8 094 Domare: Huvuddomare Andreas Harnebring Tobias Björk Linjedomare Daniel Persson Örjan Åhlén |

| 3.7         | 10 april 2019 | Färjestad BK            | 1–2                     | Djurgårdens IF                                     | Löfbergs Arena | |
| 19:00 UTC+2 | 19:00 UTC+2   | (0–0, 1–0, 0–2) Rapport | (0–0, 1–0, 0–2) Rapport | (0–0, 1–0, 0–2) Rapport                            | Karlstad Publik: 7 891 Domare: Huvuddomare Andreas Harnebring Linus Öhlund Linjedomare Daniel Persson Jimmy Dahmén | Karlstad Publik: 7 891 Domare: Huvuddomare Andreas Harnebring Linus Öhlund Linjedomare Daniel Persson Jimmy Dahmén |
| 19:00 UTC+2 | 19:00 UTC+2   | Ilari Melart (28:41)    | Mål                     | (56:16) Axel Jonsson-Fjällby (58:06) Dick Axelsson | Karlstad Publik: 7 891 Domare: Huvuddomare Andreas Harnebring Linus Öhlund Linjedomare Daniel Persson Jimmy Dahmén | Karlstad Publik: 7 891 Domare: Huvuddomare Andreas Harnebring Linus Öhlund Linjedomare Daniel Persson Jimmy Dahmén |
| 19:00 UTC+2 | 19:00 UTC+2   |                         |                         |                                                    | Karlstad Publik: 7 891 Domare: Huvuddomare Andreas Harnebring Linus Öhlund Linjedomare Daniel Persson Jimmy Dahmén | Karlstad Publik: 7 891 Domare: Huvuddomare Andreas Harnebring Linus Öhlund Linjedomare Daniel Persson Jimmy Dahmén |
| 19:00 UTC+2 | 19:00 UTC+2   |                         |                         |                                                    | Karlstad Publik: 7 891 Domare: Huvuddomare Andreas Harnebring Linus Öhlund Linjedomare Daniel Persson Jimmy Dahmén | Karlstad Publik: 7 891 Domare: Huvuddomare Andreas Harnebring Linus Öhlund Linjedomare Daniel Persson Jimmy Dahmén |
| 19:00 UTC+2 | 19:00 UTC+2   |                         |                         |                                                    | Karlstad Publik: 7 891 Domare: Huvuddomare Andreas Harnebring Linus Öhlund Linjedomare Daniel Persson Jimmy Dahmén | Karlstad Publik: 7 891 Domare: Huvuddomare Andreas Harnebring Linus Öhlund Linjedomare Daniel Persson Jimmy Dahmén |
| 19:00 UTC+2 | 19:00 UTC+2   |                         |                         |                                                    | Karlstad Publik: 7 891 Domare: Huvuddomare Andreas Harnebring Linus Öhlund Linjedomare Daniel Persson Jimmy Dahmén | Karlstad Publik: 7 891 Domare: Huvuddomare Andreas Harnebring Linus Öhlund Linjedomare Daniel Persson Jimmy Dahmén |

| 4.7         | 12 april 2019 | Djurgårdens IF                                                           | 3–1                     | Färjestad BK             | Hovet | |
| 19:30 UTC+2 | 19:30 UTC+2   | (2–0, 0–0, 1–1) Rapport                                                  | (2–0, 0–0, 1–1) Rapport | (2–0, 0–0, 1–1) Rapport  | Stockholm Publik: 8 094 Domare: Huvuddomare Linus Öhlund Tobias Björk Linjedomare Jimmy Dahmén Örjan Åhlén | Stockholm Publik: 8 094 Domare: Huvuddomare Linus Öhlund Tobias Björk Linjedomare Jimmy Dahmén Örjan Åhlén |
| 19:30 UTC+2 | 19:30 UTC+2   | Sebastian Strandberg (08:11) Mattias Guter (17:02) Daniel Brodin (45:58) | Mål                     | (48:32) Martin Johansson | Stockholm Publik: 8 094 Domare: Huvuddomare Linus Öhlund Tobias Björk Linjedomare Jimmy Dahmén Örjan Åhlén | Stockholm Publik: 8 094 Domare: Huvuddomare Linus Öhlund Tobias Björk Linjedomare Jimmy Dahmén Örjan Åhlén |
| 19:30 UTC+2 | 19:30 UTC+2   |                                                                          |                         |                          | Stockholm Publik: 8 094 Domare: Huvuddomare Linus Öhlund Tobias Björk Linjedomare Jimmy Dahmén Örjan Åhlén | Stockholm Publik: 8 094 Domare: Huvuddomare Linus Öhlund Tobias Björk Linjedomare Jimmy Dahmén Örjan Åhlén |
| 19:30 UTC+2 | 19:30 UTC+2   |                                                                          |                         |                          | Stockholm Publik: 8 094 Domare: Huvuddomare Linus Öhlund Tobias Björk Linjedomare Jimmy Dahmén Örjan Åhlén | Stockholm Publik: 8 094 Domare: Huvuddomare Linus Öhlund Tobias Björk Linjedomare Jimmy Dahmén Örjan Åhlén |
| 19:30 UTC+2 | 19:30 UTC+2   |                                                                          |                         |                          | Stockholm Publik: 8 094 Domare: Huvuddomare Linus Öhlund Tobias Björk Linjedomare Jimmy Dahmén Örjan Åhlén | Stockholm Publik: 8 094 Domare: Huvuddomare Linus Öhlund Tobias Björk Linjedomare Jimmy Dahmén Örjan Åhlén |
| 19:30 UTC+2 | 19:30 UTC+2   |                                                                          |                         |                          | Stockholm Publik: 8 094 Domare: Huvuddomare Linus Öhlund Tobias Björk Linjedomare Jimmy Dahmén Örjan Åhlén | Stockholm Publik: 8 094 Domare: Huvuddomare Linus Öhlund Tobias Björk Linjedomare Jimmy Dahmén Örjan Åhlén |

| 5.7         | 14 april 2019 | Färjestad BK | 8–2                     | Djurgårdens IF                                       | Löfbergs Arena | |
| 18:15 UTC+2 | 18:15 UTC+2   | (3–0, 4–1, 1–1) Rapport | (3–0, 4–1, 1–1) Rapport | (3–0, 4–1, 1–1) Rapport                              | Karlstad Publik: 8 250 Domare: Huvuddomare Andreas Harnebring Tobias Björk Linjedomare Daniel Persson Örjan Åhlén | Karlstad Publik: 8 250 Domare: Huvuddomare Andreas Harnebring Tobias Björk Linjedomare Daniel Persson Örjan Åhlén |
| 18:15 UTC+2 | 18:15 UTC+2   | Johan Ryno (02:34) Marcus Nilsson (02:57) Johan Ryno (09:18) Johan Ryno (25:18) Jesse Virtanen (31:09) Oskar Steen (31:20) Alexander Reichenberg (38:46) Joakim Nygård (56:10) (PP1) | Mål                     | (29:51) (PP1) Dick Axelsson (58:38) Marcus Davidsson | Karlstad Publik: 8 250 Domare: Huvuddomare Andreas Harnebring Tobias Björk Linjedomare Daniel Persson Örjan Åhlén | Karlstad Publik: 8 250 Domare: Huvuddomare Andreas Harnebring Tobias Björk Linjedomare Daniel Persson Örjan Åhlén |
| 18:15 UTC+2 | 18:15 UTC+2   | |                         |                                                      | Karlstad Publik: 8 250 Domare: Huvuddomare Andreas Harnebring Tobias Björk Linjedomare Daniel Persson Örjan Åhlén | Karlstad Publik: 8 250 Domare: Huvuddomare Andreas Harnebring Tobias Björk Linjedomare Daniel Persson Örjan Åhlén |
| 18:15 UTC+2 | 18:15 UTC+2   | |                         |                                                      | Karlstad Publik: 8 250 Domare: Huvuddomare Andreas Harnebring Tobias Björk Linjedomare Daniel Persson Örjan Åhlén | Karlstad Publik: 8 250 Domare: Huvuddomare Andreas Harnebring Tobias Björk Linjedomare Daniel Persson Örjan Åhlén |
| 18:15 UTC+2 | 18:15 UTC+2   | |                         |                                                      | Karlstad Publik: 8 250 Domare: Huvuddomare Andreas Harnebring Tobias Björk Linjedomare Daniel Persson Örjan Åhlén | Karlstad Publik: 8 250 Domare: Huvuddomare Andreas Harnebring Tobias Björk Linjedomare Daniel Persson Örjan Åhlén |
| 18:15 UTC+2 | 18:15 UTC+2   | |                         |                                                      | Karlstad Publik: 8 250 Domare: Huvuddomare Andreas Harnebring Tobias Björk Linjedomare Daniel Persson Örjan Åhlén | Karlstad Publik: 8 250 Domare: Huvuddomare Andreas Harnebring Tobias Björk Linjedomare Daniel Persson Örjan Åhlén |

| 6.7         | 16 april 2019 | Djurgårdens IF          | 1–6                     | Färjestad BK | Globen | |
| 19:30 UTC+2 | 19:30 UTC+2   | (0–1, 0–4, 1–1) Rapport | (0–1, 0–4, 1–1) Rapport | (0–1, 0–4, 1–1) Rapport | Stockholm Publik: 13 850 Domare: Huvuddomare Linus Öhlund Tobias Björk Linjedomare Daniel Persson Jimmy Dahmén | Stockholm Publik: 13 850 Domare: Huvuddomare Linus Öhlund Tobias Björk Linjedomare Daniel Persson Jimmy Dahmén |
| 19:30 UTC+2 | 19:30 UTC+2   | Daniel Brodin (42:01)   | Mål                     | (01:32) Marcus Nilsson (30:18) Sebastian Erixon (32:56) (PP1) Marcus Nilsson (33:00) (str) Jesper Olofsson (36:14) Ilari Melart (44:33) Daniel Viksten | Stockholm Publik: 13 850 Domare: Huvuddomare Linus Öhlund Tobias Björk Linjedomare Daniel Persson Jimmy Dahmén | Stockholm Publik: 13 850 Domare: Huvuddomare Linus Öhlund Tobias Björk Linjedomare Daniel Persson Jimmy Dahmén |
| 19:30 UTC+2 | 19:30 UTC+2   |                         |                         | | Stockholm Publik: 13 850 Domare: Huvuddomare Linus Öhlund Tobias Björk Linjedomare Daniel Persson Jimmy Dahmén | Stockholm Publik: 13 850 Domare: Huvuddomare Linus Öhlund Tobias Björk Linjedomare Daniel Persson Jimmy Dahmén |
| 19:30 UTC+2 | 19:30 UTC+2   |                         |                         | | Stockholm Publik: 13 850 Domare: Huvuddomare Linus Öhlund Tobias Björk Linjedomare Daniel Persson Jimmy Dahmén | Stockholm Publik: 13 850 Domare: Huvuddomare Linus Öhlund Tobias Björk Linjedomare Daniel Persson Jimmy Dahmén |
| 19:30 UTC+2 | 19:30 UTC+2   |                         |                         | | Stockholm Publik: 13 850 Domare: Huvuddomare Linus Öhlund Tobias Björk Linjedomare Daniel Persson Jimmy Dahmén | Stockholm Publik: 13 850 Domare: Huvuddomare Linus Öhlund Tobias Björk Linjedomare Daniel Persson Jimmy Dahmén |
| 19:30 UTC+2 | 19:30 UTC+2   |                         |                         | | Stockholm Publik: 13 850 Domare: Huvuddomare Linus Öhlund Tobias Björk Linjedomare Daniel Persson Jimmy Dahmén | Stockholm Publik: 13 850 Domare: Huvuddomare Linus Öhlund Tobias Björk Linjedomare Daniel Persson Jimmy Dahmén |

| 7.7         | 18 april 2019 | Färjestad BK              | 1–4                     | Djurgårdens IF | Löfbergs Arena                                                                                            | |
| 19:30 UTC+2 | 19:30 UTC+2   | (1–0, 0–1, 0–3) Rapport   | (1–0, 0–1, 0–3) Rapport | (1–0, 0–1, 0–3) Rapport                                                                                            | Karlstad Publik: 8 250 Domare: Huvuddomare Linus Öhlund Tobias Björk Linjedomare Jimmy Dahmén Örjan Åhlén | Karlstad Publik: 8 250 Domare: Huvuddomare Linus Öhlund Tobias Björk Linjedomare Jimmy Dahmén Örjan Åhlén |
| 19:30 UTC+2 | 19:30 UTC+2   | Michael Lindqvist (01:18) | Mål                     | (32:19) (PP1) Sebastian Strandberg (42:42) Dick Axelsson (55:04) Sebastian Strandberg (57:42) Axel Jonsson-Fjällby | Karlstad Publik: 8 250 Domare: Huvuddomare Linus Öhlund Tobias Björk Linjedomare Jimmy Dahmén Örjan Åhlén | Karlstad Publik: 8 250 Domare: Huvuddomare Linus Öhlund Tobias Björk Linjedomare Jimmy Dahmén Örjan Åhlén |
| 19:30 UTC+2 | 19:30 UTC+2   |                           |                         | | Karlstad Publik: 8 250 Domare: Huvuddomare Linus Öhlund Tobias Björk Linjedomare Jimmy Dahmén Örjan Åhlén | Karlstad Publik: 8 250 Domare: Huvuddomare Linus Öhlund Tobias Björk Linjedomare Jimmy Dahmén Örjan Åhlén |
| 19:30 UTC+2 | 19:30 UTC+2   |                           |                         | | Karlstad Publik: 8 250 Domare: Huvuddomare Linus Öhlund Tobias Björk Linjedomare Jimmy Dahmén Örjan Åhlén | Karlstad Publik: 8 250 Domare: Huvuddomare Linus Öhlund Tobias Björk Linjedomare Jimmy Dahmén Örjan Åhlén |
| 19:30 UTC+2 | 19:30 UTC+2   |                           |                         | | Karlstad Publik: 8 250 Domare: Huvuddomare Linus Öhlund Tobias Björk Linjedomare Jimmy Dahmén Örjan Åhlén | Karlstad Publik: 8 250 Domare: Huvuddomare Linus Öhlund Tobias Björk Linjedomare Jimmy Dahmén Örjan Åhlén |
| 19:30 UTC+2 | 19:30 UTC+2   |                           |                         | | Karlstad Publik: 8 250 Domare: Huvuddomare Linus Öhlund Tobias Björk Linjedomare Jimmy Dahmén Örjan Åhlén | Karlstad Publik: 8 250 Domare: Huvuddomare Linus Öhlund Tobias Björk Linjedomare Jimmy Dahmén Örjan Åhlén |

Luleå HF–Frölunda HC
| 1.7         | 7 april 2019 | Luleå HF                                                                    | 000 3–4 (SD)                 | Frölunda HC                                                                                  | Coop Norrbotten Arena                                                                                          | |
| 15:00 UTC+2 | 15:00 UTC+2  | (0–0, 1–3, 2–0, 0–1) Rapport                                                | (0–0, 1–3, 2–0, 0–1) Rapport | (0–0, 1–3, 2–0, 0–1) Rapport                                                                 | Luleå Publik: 6 150 Domare: Huvuddomare Sören Persson Mikael Nord Linjedomare Andreas Malmqvist Emil Yletyinen | Luleå Publik: 6 150 Domare: Huvuddomare Sören Persson Mikael Nord Linjedomare Andreas Malmqvist Emil Yletyinen |
| 15:00 UTC+2 | 15:00 UTC+2  | Nils Lundkvist (29:54) Daniel Sondell (56:57) (PP1) Jesper Sellgren (58:57) | Mål                          | (26:42) Jacob Peterson (38:04) Joel Mustonen (39:55) Patrik Carlsson (77:00) Rhett Rakhshani | Luleå Publik: 6 150 Domare: Huvuddomare Sören Persson Mikael Nord Linjedomare Andreas Malmqvist Emil Yletyinen | Luleå Publik: 6 150 Domare: Huvuddomare Sören Persson Mikael Nord Linjedomare Andreas Malmqvist Emil Yletyinen |
| 15:00 UTC+2 | 15:00 UTC+2  |                                                                             |                              |                                                                                              | Luleå Publik: 6 150 Domare: Huvuddomare Sören Persson Mikael Nord Linjedomare Andreas Malmqvist Emil Yletyinen | Luleå Publik: 6 150 Domare: Huvuddomare Sören Persson Mikael Nord Linjedomare Andreas Malmqvist Emil Yletyinen |
| 15:00 UTC+2 | 15:00 UTC+2  |                                                                             |                              |                                                                                              | Luleå Publik: 6 150 Domare: Huvuddomare Sören Persson Mikael Nord Linjedomare Andreas Malmqvist Emil Yletyinen | Luleå Publik: 6 150 Domare: Huvuddomare Sören Persson Mikael Nord Linjedomare Andreas Malmqvist Emil Yletyinen |
| 15:00 UTC+2 | 15:00 UTC+2  |                                                                             |                              |                                                                                              | Luleå Publik: 6 150 Domare: Huvuddomare Sören Persson Mikael Nord Linjedomare Andreas Malmqvist Emil Yletyinen | Luleå Publik: 6 150 Domare: Huvuddomare Sören Persson Mikael Nord Linjedomare Andreas Malmqvist Emil Yletyinen |
| 15:00 UTC+2 | 15:00 UTC+2  |                                                                             |                              |                                                                                              | Luleå Publik: 6 150 Domare: Huvuddomare Sören Persson Mikael Nord Linjedomare Andreas Malmqvist Emil Yletyinen | Luleå Publik: 6 150 Domare: Huvuddomare Sören Persson Mikael Nord Linjedomare Andreas Malmqvist Emil Yletyinen |

| 2.7         | 9 april 2019 | Frölunda HC                                         | 2–0                     | Luleå HF                | Scandinavium | |
| 19:00 UTC+2 | 19:00 UTC+2  | (0–0, 1–0, 1–0) Rapport                             | (0–0, 1–0, 1–0) Rapport | (0–0, 1–0, 1–0) Rapport | Göteborg Publik: 10 444 Domare: Huvuddomare Mikael Sjöqvist Mikael Nord Linjedomare Henrik Pihlblad Andreas Malmqvist | Göteborg Publik: 10 444 Domare: Huvuddomare Mikael Sjöqvist Mikael Nord Linjedomare Henrik Pihlblad Andreas Malmqvist |
| 19:00 UTC+2 | 19:00 UTC+2  | Jonathan Sigalet (23:09) Ponthus Vesterholm (48:28) | Mål                     |                         | Göteborg Publik: 10 444 Domare: Huvuddomare Mikael Sjöqvist Mikael Nord Linjedomare Henrik Pihlblad Andreas Malmqvist | Göteborg Publik: 10 444 Domare: Huvuddomare Mikael Sjöqvist Mikael Nord Linjedomare Henrik Pihlblad Andreas Malmqvist |
| 19:00 UTC+2 | 19:00 UTC+2  |                                                     |                         |                         | Göteborg Publik: 10 444 Domare: Huvuddomare Mikael Sjöqvist Mikael Nord Linjedomare Henrik Pihlblad Andreas Malmqvist | Göteborg Publik: 10 444 Domare: Huvuddomare Mikael Sjöqvist Mikael Nord Linjedomare Henrik Pihlblad Andreas Malmqvist |
| 19:00 UTC+2 | 19:00 UTC+2  |                                                     |                         |                         | Göteborg Publik: 10 444 Domare: Huvuddomare Mikael Sjöqvist Mikael Nord Linjedomare Henrik Pihlblad Andreas Malmqvist | Göteborg Publik: 10 444 Domare: Huvuddomare Mikael Sjöqvist Mikael Nord Linjedomare Henrik Pihlblad Andreas Malmqvist |
| 19:00 UTC+2 | 19:00 UTC+2  |                                                     |                         |                         | Göteborg Publik: 10 444 Domare: Huvuddomare Mikael Sjöqvist Mikael Nord Linjedomare Henrik Pihlblad Andreas Malmqvist | Göteborg Publik: 10 444 Domare: Huvuddomare Mikael Sjöqvist Mikael Nord Linjedomare Henrik Pihlblad Andreas Malmqvist |
| 19:00 UTC+2 | 19:00 UTC+2  |                                                     |                         |                         | Göteborg Publik: 10 444 Domare: Huvuddomare Mikael Sjöqvist Mikael Nord Linjedomare Henrik Pihlblad Andreas Malmqvist | Göteborg Publik: 10 444 Domare: Huvuddomare Mikael Sjöqvist Mikael Nord Linjedomare Henrik Pihlblad Andreas Malmqvist |

| 3.7         | 11 april 2019 | Luleå HF                                                             | 3–1                     | Frölunda HC             | Coop Norrbotten Arena                                                                                            | |
| 19:00 UTC+2 | 19:00 UTC+2   | (0–1, 0–0, 3–0) Rapport                                              | (0–1, 0–0, 3–0) Rapport | (0–1, 0–0, 3–0) Rapport | Luleå Publik: 6 150 Domare: Huvuddomare Mikael Sjöqvist Sören Persson Linjedomare Henrik Pihlblad Emil Yletyinen | Luleå Publik: 6 150 Domare: Huvuddomare Mikael Sjöqvist Sören Persson Linjedomare Henrik Pihlblad Emil Yletyinen |
| 19:00 UTC+2 | 19:00 UTC+2   | Jack Connolly (44:45) Jesper Sellgren (57:47) Karl Fabricius (58:28) | Mål                     | (07:23) Max Friberg     | Luleå Publik: 6 150 Domare: Huvuddomare Mikael Sjöqvist Sören Persson Linjedomare Henrik Pihlblad Emil Yletyinen | Luleå Publik: 6 150 Domare: Huvuddomare Mikael Sjöqvist Sören Persson Linjedomare Henrik Pihlblad Emil Yletyinen |
| 19:00 UTC+2 | 19:00 UTC+2   |                                                                      |                         |                         | Luleå Publik: 6 150 Domare: Huvuddomare Mikael Sjöqvist Sören Persson Linjedomare Henrik Pihlblad Emil Yletyinen | Luleå Publik: 6 150 Domare: Huvuddomare Mikael Sjöqvist Sören Persson Linjedomare Henrik Pihlblad Emil Yletyinen |
| 19:00 UTC+2 | 19:00 UTC+2   |                                                                      |                         |                         | Luleå Publik: 6 150 Domare: Huvuddomare Mikael Sjöqvist Sören Persson Linjedomare Henrik Pihlblad Emil Yletyinen | Luleå Publik: 6 150 Domare: Huvuddomare Mikael Sjöqvist Sören Persson Linjedomare Henrik Pihlblad Emil Yletyinen |
| 19:00 UTC+2 | 19:00 UTC+2   |                                                                      |                         |                         | Luleå Publik: 6 150 Domare: Huvuddomare Mikael Sjöqvist Sören Persson Linjedomare Henrik Pihlblad Emil Yletyinen | Luleå Publik: 6 150 Domare: Huvuddomare Mikael Sjöqvist Sören Persson Linjedomare Henrik Pihlblad Emil Yletyinen |
| 19:00 UTC+2 | 19:00 UTC+2   |                                                                      |                         |                         | Luleå Publik: 6 150 Domare: Huvuddomare Mikael Sjöqvist Sören Persson Linjedomare Henrik Pihlblad Emil Yletyinen | Luleå Publik: 6 150 Domare: Huvuddomare Mikael Sjöqvist Sören Persson Linjedomare Henrik Pihlblad Emil Yletyinen |

| 4.7         | 13 april 2019 | Frölunda HC                                                                | 3–0                     | Luleå HF                | Scandinavium | |
| 15:15 UTC+2 | 15:15 UTC+2   | (1–0, 1–0, 1–0) Rapport                                                    | (1–0, 1–0, 1–0) Rapport | (1–0, 1–0, 1–0) Rapport | Göteborg Publik: 12 044 Domare: Huvuddomare Sören Persson Mikael Nord Linjedomare Henrik Pihlblad Andreas Malmqvist | Göteborg Publik: 12 044 Domare: Huvuddomare Sören Persson Mikael Nord Linjedomare Henrik Pihlblad Andreas Malmqvist |
| 15:15 UTC+2 | 15:15 UTC+2   | Rhett Rakhshani (07:25) Samuel Fagemo (26:22) (PP1) Jacob Moverare (58:30) | Mål                     |                         | Göteborg Publik: 12 044 Domare: Huvuddomare Sören Persson Mikael Nord Linjedomare Henrik Pihlblad Andreas Malmqvist | Göteborg Publik: 12 044 Domare: Huvuddomare Sören Persson Mikael Nord Linjedomare Henrik Pihlblad Andreas Malmqvist |
| 15:15 UTC+2 | 15:15 UTC+2   |                                                                            |                         |                         | Göteborg Publik: 12 044 Domare: Huvuddomare Sören Persson Mikael Nord Linjedomare Henrik Pihlblad Andreas Malmqvist | Göteborg Publik: 12 044 Domare: Huvuddomare Sören Persson Mikael Nord Linjedomare Henrik Pihlblad Andreas Malmqvist |
| 15:15 UTC+2 | 15:15 UTC+2   |                                                                            |                         |                         | Göteborg Publik: 12 044 Domare: Huvuddomare Sören Persson Mikael Nord Linjedomare Henrik Pihlblad Andreas Malmqvist | Göteborg Publik: 12 044 Domare: Huvuddomare Sören Persson Mikael Nord Linjedomare Henrik Pihlblad Andreas Malmqvist |
| 15:15 UTC+2 | 15:15 UTC+2   |                                                                            |                         |                         | Göteborg Publik: 12 044 Domare: Huvuddomare Sören Persson Mikael Nord Linjedomare Henrik Pihlblad Andreas Malmqvist | Göteborg Publik: 12 044 Domare: Huvuddomare Sören Persson Mikael Nord Linjedomare Henrik Pihlblad Andreas Malmqvist |
| 15:15 UTC+2 | 15:15 UTC+2   |                                                                            |                         |                         | Göteborg Publik: 12 044 Domare: Huvuddomare Sören Persson Mikael Nord Linjedomare Henrik Pihlblad Andreas Malmqvist | Göteborg Publik: 12 044 Domare: Huvuddomare Sören Persson Mikael Nord Linjedomare Henrik Pihlblad Andreas Malmqvist |

| 5.7         | 15 april 2019 | Luleå HF                                                       | 2–6                     | Frölunda HC | Coop Norrbotten Arena                                                                                            | |
| 19:30 UTC+2 | 19:30 UTC+2   | (0–2, 0–2, 2–2) Rapport                                        | (0–2, 0–2, 2–2) Rapport | (0–2, 0–2, 2–2) Rapport | Luleå Publik: 6 150 Domare: Huvuddomare Mikael Sjöqvist Mikael Nord Linjedomare Andreas Malmqvist Emil Yletyinen | Luleå Publik: 6 150 Domare: Huvuddomare Mikael Sjöqvist Mikael Nord Linjedomare Andreas Malmqvist Emil Yletyinen |
| 19:30 UTC+2 | 19:30 UTC+2   | Isac Lundeström (44:02) (SH1) Petter Emanuelsson (55:51) (PP1) | Mål                     | (13:09) Anders Grönlund (18:40) Samuel Fagemo (36:38) Ryan Lasch (38:08) Max Friberg (42:01) Simon Hjalmarsson (56:39) (SH1) Anders Grönlund | Luleå Publik: 6 150 Domare: Huvuddomare Mikael Sjöqvist Mikael Nord Linjedomare Andreas Malmqvist Emil Yletyinen | Luleå Publik: 6 150 Domare: Huvuddomare Mikael Sjöqvist Mikael Nord Linjedomare Andreas Malmqvist Emil Yletyinen |
| 19:30 UTC+2 | 19:30 UTC+2   |                                                                |                         | | Luleå Publik: 6 150 Domare: Huvuddomare Mikael Sjöqvist Mikael Nord Linjedomare Andreas Malmqvist Emil Yletyinen | Luleå Publik: 6 150 Domare: Huvuddomare Mikael Sjöqvist Mikael Nord Linjedomare Andreas Malmqvist Emil Yletyinen |
| 19:30 UTC+2 | 19:30 UTC+2   |                                                                |                         | | Luleå Publik: 6 150 Domare: Huvuddomare Mikael Sjöqvist Mikael Nord Linjedomare Andreas Malmqvist Emil Yletyinen | Luleå Publik: 6 150 Domare: Huvuddomare Mikael Sjöqvist Mikael Nord Linjedomare Andreas Malmqvist Emil Yletyinen |
| 19:30 UTC+2 | 19:30 UTC+2   |                                                                |                         | | Luleå Publik: 6 150 Domare: Huvuddomare Mikael Sjöqvist Mikael Nord Linjedomare Andreas Malmqvist Emil Yletyinen | Luleå Publik: 6 150 Domare: Huvuddomare Mikael Sjöqvist Mikael Nord Linjedomare Andreas Malmqvist Emil Yletyinen |
| 19:30 UTC+2 | 19:30 UTC+2   |                                                                |                         | | Luleå Publik: 6 150 Domare: Huvuddomare Mikael Sjöqvist Mikael Nord Linjedomare Andreas Malmqvist Emil Yletyinen | Luleå Publik: 6 150 Domare: Huvuddomare Mikael Sjöqvist Mikael Nord Linjedomare Andreas Malmqvist Emil Yletyinen |

### Final
Frölunda HC–Djurgårdens IF
| 1.7         | 21 april 2019 | Frölunda HC | 5–3                     | Djurgårdens IF                                                         | Scandinavium                                                                                                 | |
| 15:00 UTC+2 | 15:00 UTC+2   | (1–0, 3–2, 1–1) Rapport | (1–0, 3–2, 1–1) Rapport | (1–0, 3–2, 1–1) Rapport                                                | Göteborg Publik: 12 044 Domare: Huvuddomare Linus Öhlund Mikael Nord Linjedomare Henrik Pihlblad Örjan Åhlén | Göteborg Publik: 12 044 Domare: Huvuddomare Linus Öhlund Mikael Nord Linjedomare Henrik Pihlblad Örjan Åhlén |
| 15:00 UTC+2 | 15:00 UTC+2   | Jacob Peterson (12:02) Jacob Moverare (23:09) Chay Genoway (33:18) (PP1) Joel Lundqvist (39:32) (PP1) Samuel Fagemo (59:37) | Mål                     | (22:13) Marcus Davidsson (24:25) Linus Hultström (43:27) Dick Axelsson | Göteborg Publik: 12 044 Domare: Huvuddomare Linus Öhlund Mikael Nord Linjedomare Henrik Pihlblad Örjan Åhlén | Göteborg Publik: 12 044 Domare: Huvuddomare Linus Öhlund Mikael Nord Linjedomare Henrik Pihlblad Örjan Åhlén |
| 15:00 UTC+2 | 15:00 UTC+2   | |                         |                                                                        | Göteborg Publik: 12 044 Domare: Huvuddomare Linus Öhlund Mikael Nord Linjedomare Henrik Pihlblad Örjan Åhlén | Göteborg Publik: 12 044 Domare: Huvuddomare Linus Öhlund Mikael Nord Linjedomare Henrik Pihlblad Örjan Åhlén |
| 15:00 UTC+2 | 15:00 UTC+2   | |                         |                                                                        | Göteborg Publik: 12 044 Domare: Huvuddomare Linus Öhlund Mikael Nord Linjedomare Henrik Pihlblad Örjan Åhlén | Göteborg Publik: 12 044 Domare: Huvuddomare Linus Öhlund Mikael Nord Linjedomare Henrik Pihlblad Örjan Åhlén |
| 15:00 UTC+2 | 15:00 UTC+2   | |                         |                                                                        | Göteborg Publik: 12 044 Domare: Huvuddomare Linus Öhlund Mikael Nord Linjedomare Henrik Pihlblad Örjan Åhlén | Göteborg Publik: 12 044 Domare: Huvuddomare Linus Öhlund Mikael Nord Linjedomare Henrik Pihlblad Örjan Åhlén |
| 15:00 UTC+2 | 15:00 UTC+2   | |                         |                                                                        | Göteborg Publik: 12 044 Domare: Huvuddomare Linus Öhlund Mikael Nord Linjedomare Henrik Pihlblad Örjan Åhlén | Göteborg Publik: 12 044 Domare: Huvuddomare Linus Öhlund Mikael Nord Linjedomare Henrik Pihlblad Örjan Åhlén |

| 2.7         | 23 april 2019 | Djurgårdens IF | 5–1                     | Frölunda HC             | Globen | |
| 19:30 UTC+2 | 19:30 UTC+2   | (1–0, 2–0, 2–1) Rapport                                                                                                  | (1–0, 2–0, 2–1) Rapport | (1–0, 2–0, 2–1) Rapport | Stockholm Publik: 13 850 Domare: Huvuddomare Mikael Nord Tobias Björk Linjedomare Jimmy Dahmén Örjan Åhlén | Stockholm Publik: 13 850 Domare: Huvuddomare Mikael Nord Tobias Björk Linjedomare Jimmy Dahmén Örjan Åhlén |
| 19:30 UTC+2 | 19:30 UTC+2   | Olle Alsing (16:38) (PP1) Axel Jonsson-Fjällby (30:05) Emil Bemström (31:10) Jakob Lilja (42:24) Linus Hultström (53:15) | Mål                     | (47:10) Max Friberg     | Stockholm Publik: 13 850 Domare: Huvuddomare Mikael Nord Tobias Björk Linjedomare Jimmy Dahmén Örjan Åhlén | Stockholm Publik: 13 850 Domare: Huvuddomare Mikael Nord Tobias Björk Linjedomare Jimmy Dahmén Örjan Åhlén |
| 19:30 UTC+2 | 19:30 UTC+2   | |                         |                         | Stockholm Publik: 13 850 Domare: Huvuddomare Mikael Nord Tobias Björk Linjedomare Jimmy Dahmén Örjan Åhlén | Stockholm Publik: 13 850 Domare: Huvuddomare Mikael Nord Tobias Björk Linjedomare Jimmy Dahmén Örjan Åhlén |
| 19:30 UTC+2 | 19:30 UTC+2   | |                         |                         | Stockholm Publik: 13 850 Domare: Huvuddomare Mikael Nord Tobias Björk Linjedomare Jimmy Dahmén Örjan Åhlén | Stockholm Publik: 13 850 Domare: Huvuddomare Mikael Nord Tobias Björk Linjedomare Jimmy Dahmén Örjan Åhlén |
| 19:30 UTC+2 | 19:30 UTC+2   | |                         |                         | Stockholm Publik: 13 850 Domare: Huvuddomare Mikael Nord Tobias Björk Linjedomare Jimmy Dahmén Örjan Åhlén | Stockholm Publik: 13 850 Domare: Huvuddomare Mikael Nord Tobias Björk Linjedomare Jimmy Dahmén Örjan Åhlén |
| 19:30 UTC+2 | 19:30 UTC+2   | |                         |                         | Stockholm Publik: 13 850 Domare: Huvuddomare Mikael Nord Tobias Björk Linjedomare Jimmy Dahmén Örjan Åhlén | Stockholm Publik: 13 850 Domare: Huvuddomare Mikael Nord Tobias Björk Linjedomare Jimmy Dahmén Örjan Åhlén |

| 3.7         | 25 april 2019 | Frölunda HC | 5–2                     | Djurgårdens IF                          | Scandinavium                                                                                                   | |
| 19:30 UTC+2 | 19:30 UTC+2   | (1–1, 3–1, 1–0) Rapport | (1–1, 3–1, 1–0) Rapport | (1–1, 3–1, 1–0) Rapport                 | Göteborg Publik: 12 044 Domare: Huvuddomare Linus Öhlund Tobias Björk Linjedomare Henrik Pihlblad Jimmy Dahmén | Göteborg Publik: 12 044 Domare: Huvuddomare Linus Öhlund Tobias Björk Linjedomare Henrik Pihlblad Jimmy Dahmén |
| 19:30 UTC+2 | 19:30 UTC+2   | Jacob Moverare (01:07) Brandon Gormley (20:29) (PP1) Samuel Fagemo (22:15) Joel Lundqvist (32:59) (PP1) Ryan Lasch (42:43) (PP1) | Mål                     | (08:00) Olle Alsing (23:38) Jakob Lilja | Göteborg Publik: 12 044 Domare: Huvuddomare Linus Öhlund Tobias Björk Linjedomare Henrik Pihlblad Jimmy Dahmén | Göteborg Publik: 12 044 Domare: Huvuddomare Linus Öhlund Tobias Björk Linjedomare Henrik Pihlblad Jimmy Dahmén |
| 19:30 UTC+2 | 19:30 UTC+2   | |                         |                                         | Göteborg Publik: 12 044 Domare: Huvuddomare Linus Öhlund Tobias Björk Linjedomare Henrik Pihlblad Jimmy Dahmén | Göteborg Publik: 12 044 Domare: Huvuddomare Linus Öhlund Tobias Björk Linjedomare Henrik Pihlblad Jimmy Dahmén |
| 19:30 UTC+2 | 19:30 UTC+2   | |                         |                                         | Göteborg Publik: 12 044 Domare: Huvuddomare Linus Öhlund Tobias Björk Linjedomare Henrik Pihlblad Jimmy Dahmén | Göteborg Publik: 12 044 Domare: Huvuddomare Linus Öhlund Tobias Björk Linjedomare Henrik Pihlblad Jimmy Dahmén |
| 19:30 UTC+2 | 19:30 UTC+2   | |                         |                                         | Göteborg Publik: 12 044 Domare: Huvuddomare Linus Öhlund Tobias Björk Linjedomare Henrik Pihlblad Jimmy Dahmén | Göteborg Publik: 12 044 Domare: Huvuddomare Linus Öhlund Tobias Björk Linjedomare Henrik Pihlblad Jimmy Dahmén |
| 19:30 UTC+2 | 19:30 UTC+2   | |                         |                                         | Göteborg Publik: 12 044 Domare: Huvuddomare Linus Öhlund Tobias Björk Linjedomare Henrik Pihlblad Jimmy Dahmén | Göteborg Publik: 12 044 Domare: Huvuddomare Linus Öhlund Tobias Björk Linjedomare Henrik Pihlblad Jimmy Dahmén |

| 4.7         | 27 april 2019 | Djurgårdens IF                                                             | 3–2                     | Frölunda HC                                               | Hovet | |
| 15:15 UTC+2 | 15:15 UTC+2   | (0–1, 2–1, 1–0) Rapport                                                    | (0–1, 2–1, 1–0) Rapport | (0–1, 2–1, 1–0) Rapport                                   | Stockholm Publik: 8 094 Domare: Huvuddomare Linus Öhlund Mikael Nord Linjedomare Henrik Pihlblad Örjan Åhlén | Stockholm Publik: 8 094 Domare: Huvuddomare Linus Öhlund Mikael Nord Linjedomare Henrik Pihlblad Örjan Åhlén |
| 15:15 UTC+2 | 15:15 UTC+2   | Mattias Guter (35:10) (str) Jacob Josefson (37:00) Niclas Bergfors (48:26) | Mål                     | (07:52) (SH1) Max Friberg (31:27) (PP1) Simon Hjalmarsson | Stockholm Publik: 8 094 Domare: Huvuddomare Linus Öhlund Mikael Nord Linjedomare Henrik Pihlblad Örjan Åhlén | Stockholm Publik: 8 094 Domare: Huvuddomare Linus Öhlund Mikael Nord Linjedomare Henrik Pihlblad Örjan Åhlén |
| 15:15 UTC+2 | 15:15 UTC+2   |                                                                            |                         |                                                           | Stockholm Publik: 8 094 Domare: Huvuddomare Linus Öhlund Mikael Nord Linjedomare Henrik Pihlblad Örjan Åhlén | Stockholm Publik: 8 094 Domare: Huvuddomare Linus Öhlund Mikael Nord Linjedomare Henrik Pihlblad Örjan Åhlén |
| 15:15 UTC+2 | 15:15 UTC+2   |                                                                            |                         |                                                           | Stockholm Publik: 8 094 Domare: Huvuddomare Linus Öhlund Mikael Nord Linjedomare Henrik Pihlblad Örjan Åhlén | Stockholm Publik: 8 094 Domare: Huvuddomare Linus Öhlund Mikael Nord Linjedomare Henrik Pihlblad Örjan Åhlén |
| 15:15 UTC+2 | 15:15 UTC+2   |                                                                            |                         |                                                           | Stockholm Publik: 8 094 Domare: Huvuddomare Linus Öhlund Mikael Nord Linjedomare Henrik Pihlblad Örjan Åhlén | Stockholm Publik: 8 094 Domare: Huvuddomare Linus Öhlund Mikael Nord Linjedomare Henrik Pihlblad Örjan Åhlén |
| 15:15 UTC+2 | 15:15 UTC+2   |                                                                            |                         |                                                           | Stockholm Publik: 8 094 Domare: Huvuddomare Linus Öhlund Mikael Nord Linjedomare Henrik Pihlblad Örjan Åhlén | Stockholm Publik: 8 094 Domare: Huvuddomare Linus Öhlund Mikael Nord Linjedomare Henrik Pihlblad Örjan Åhlén |

| 5.7         | 30 april 2019 | Frölunda HC | 6–2                     | Djurgårdens IF                                          | Scandinavium                                                                                              | |
| 19:30 UTC+2 | 19:30 UTC+2   | (1–0, 3–0, 2–2) Rapport | (1–0, 3–0, 2–2) Rapport | (1–0, 3–0, 2–2) Rapport                                 | Göteborg Publik: 12 044 Domare: Huvuddomare Mikael Nord Tobias Björk Linjedomare Jimmy Dahmén Örjan Åhlén | Göteborg Publik: 12 044 Domare: Huvuddomare Mikael Nord Tobias Björk Linjedomare Jimmy Dahmén Örjan Åhlén |
| 19:30 UTC+2 | 19:30 UTC+2   | Joel Lundqvist (10:34) (PP1) Ryan Lasch (20:52) (PP1) Joel Mustonen (22:30) Jacob Peterson (30:17) Samuel Fagemo (53:42) (PP1) Max Friberg (58:25) | Mål                     | (43:03) (PP1) Jakob Lilja (44:35) (PP1) Niclas Bergfors | Göteborg Publik: 12 044 Domare: Huvuddomare Mikael Nord Tobias Björk Linjedomare Jimmy Dahmén Örjan Åhlén | Göteborg Publik: 12 044 Domare: Huvuddomare Mikael Nord Tobias Björk Linjedomare Jimmy Dahmén Örjan Åhlén |
| 19:30 UTC+2 | 19:30 UTC+2   | |                         |                                                         | Göteborg Publik: 12 044 Domare: Huvuddomare Mikael Nord Tobias Björk Linjedomare Jimmy Dahmén Örjan Åhlén | Göteborg Publik: 12 044 Domare: Huvuddomare Mikael Nord Tobias Björk Linjedomare Jimmy Dahmén Örjan Åhlén |
| 19:30 UTC+2 | 19:30 UTC+2   | |                         |                                                         | Göteborg Publik: 12 044 Domare: Huvuddomare Mikael Nord Tobias Björk Linjedomare Jimmy Dahmén Örjan Åhlén | Göteborg Publik: 12 044 Domare: Huvuddomare Mikael Nord Tobias Björk Linjedomare Jimmy Dahmén Örjan Åhlén |
| 19:30 UTC+2 | 19:30 UTC+2   | |                         |                                                         | Göteborg Publik: 12 044 Domare: Huvuddomare Mikael Nord Tobias Björk Linjedomare Jimmy Dahmén Örjan Åhlén | Göteborg Publik: 12 044 Domare: Huvuddomare Mikael Nord Tobias Björk Linjedomare Jimmy Dahmén Örjan Åhlén |
| 19:30 UTC+2 | 19:30 UTC+2   | |                         |                                                         | Göteborg Publik: 12 044 Domare: Huvuddomare Mikael Nord Tobias Björk Linjedomare Jimmy Dahmén Örjan Åhlén | Göteborg Publik: 12 044 Domare: Huvuddomare Mikael Nord Tobias Björk Linjedomare Jimmy Dahmén Örjan Åhlén |

| 6.7         | 2 maj 2019  | Djurgårdens IF          | 2–6                     | Frölunda HC             | Globen                   |                          |
| 19:30 UTC+2 | 19:30 UTC+2 | (1–3, 0–1, 1–2) Rapport | (1–3, 0–1, 1–2) Rapport | (1–3, 0–1, 1–2) Rapport | Stockholm Publik: 13 850 | Stockholm Publik: 13 850 |
| 19:30 UTC+2 | 19:30 UTC+2 |                         |                         |                         | Stockholm Publik: 13 850 | Stockholm Publik: 13 850 |
| 19:30 UTC+2 | 19:30 UTC+2 |                         |                         |                         | Stockholm Publik: 13 850 | Stockholm Publik: 13 850 |
| 19:30 UTC+2 | 19:30 UTC+2 |                         |                         |                         | Stockholm Publik: 13 850 | Stockholm Publik: 13 850 |
| 19:30 UTC+2 | 19:30 UTC+2 |                         |                         |                         | Stockholm Publik: 13 850 | Stockholm Publik: 13 850 |
| 19:30 UTC+2 | 19:30 UTC+2 |                         |                         |                         | Stockholm Publik: 13 850 | Stockholm Publik: 13 850 |

Data om SM-slutspelet är hämtade från Svenska Ishockeyförbundet.

### Spelarstatistik
Poängliga
|    | Nr | Spelare           | Lag            | Position       | SM | Mål | A  | P  | P/M  | UM | +/-   |
| -- | -- | ----------------- | -------------- | -------------- | -- | --- | -- | -- | ---- | -- | ----- |
| 1  | 81 | Ryan Lasch        | Frölunda HC    | högerforward   | 16 | 6   | 13 | 19 | 1,19 | 4  | 13:6  |
| 2  | 49 | Rhett Rakhshani   | Frölunda HC    | högerforward   | 16 | 4   | 13 | 17 | 1,06 | 6  | 11:6  |
| 3  | 12 | Max Friberg       | Frölunda HC    | vänsterforward | 16 | 8   | 8  | 16 | 1,00 | 8  | 15:5  |
| 4  | 31 | Dick Axelsson     | Djurgårdens IF | vänsterforward | 19 | 6   | 8  | 14 | 0,74 | 58 | 13:14 |
| 5  | 59 | Simon Hjalmarsson | Frölunda HC    | vänsterforward | 15 | 5   | 9  | 14 | 0,93 | 8  | 10:6  |
| 6  | 72 | Patrik Carlsson   | Frölunda HC    | center         | 16 | 2   | 12 | 14 | 0,88 | 2  | 17:6  |
| 7  | 20 | Joel Lundqvist    | Frölunda HC    | center         | 16 | 6   | 7  | 13 | 0,81 | 35 | 11:5  |
| 8  | 34 | Michael Lindqvist | Färjestad BK   | vänsterforward | 14 | 5   | 8  | 13 | 0,93 | 28 | 11:4  |
| 9  | 5  | Chay Genoway      | Frölunda HC    | back           | 16 | 5   | 8  | 13 | 0,81 | 4  | 16:7  |
| 10 | 33 | Linus Hultström   | Djurgårdens IF | back           | 19 | 5   | 8  | 13 | 0,68 | 10 | 13:16 |

Data är hämtade från Svenska Ishockeyförbundet.
Målvaktsliga
|   | Nr | Spelare          | Lag            | M  | GIP | MIP    | SOG | GA | GAA  | SVS | SVS%  | SO | V | F | V%    |
| - | -- | ---------------- | -------------- | -- | --- | ------ | --- | -- | ---- | --- | ----- | -- | - | - | ----- |
| 1 | 37 | Jonas Gunnarsson | HV71           | 9  | 9   | 618:25 | 290 | 21 | 2,04 | 269 | 92,76 | 0  | 5 | 4 | 55,56 |
| 2 | 33 | Johan Mattsson   | Frölunda HC    | 15 | 13  | 748:15 | 341 | 25 | 2,00 | 316 | 92,67 | 3  | 9 | 3 | 75,00 |
| 3 | 34 | Joel Lassinantti | Luleå HF       | 10 | 10  | 617:31 | 265 | 23 | 2,23 | 242 | 91,32 | 1  | 5 | 5 | 50,00 |
| 4 | 53 | Markus Svensson  | Färjestad BK   | 14 | 13  | 823:39 | 337 | 30 | 2,19 | 307 | 91,10 | 0  | 7 | 6 | 53,85 |
| 5 | 50 | Mantas Armalis   | Skellefteå AIK | 6  | 5   | 254:17 | 114 | 11 | 2,60 | 103 | 90,35 | 1  | 2 | 2 | 50,00 |

Data är hämtade från Svenska Ishockeyförbundet.

## Arenor
| Brynäs IF                          | Djurgårdens IF               | Frölunda HC                    | Färjestad BK                            | HV71                            | Linköping HC                | Luleå HF                               |
| ---------------------------------- | ---------------------------- | ------------------------------ | --------------------------------------- | ------------------------------- | --------------------------- | -------------------------------------- |
| Gavlerinken Arena Kapacitet: 7 909 | Hovet Kapacitet: 8 094       | Scandinavium Kapacitet: 12 044 | Löfbergs Arena Kapacitet: 8 250         | Kinnarps Arena Kapacitet: 7 000 | Saab Arena Kapacitet: 8 500 | Coop Norrbotten Arena Kapacitet: 6 300 |
|                                    |                              |                                |                                         |                                 |                             |                                        |
| Malmö Redhawks                     | Mora IK                      | Rögle BK                       | Skellefteå AIK                          | Timrå IK                        | Växjö Lakers                | Örebro HK                              |
| Malmö Arena Kapacitet: 12 600      | Jalas Arena Kapacitet: 4 500 | Lindab Arena Kapacitet: 5 150  | Skellefteå Kraft Arena Kapacitet: 5 801 | NHK Arena Kapacitet: 6 000      | Vida Arena Kapacitet: 5 750 | Behrn Arena Kapacitet: 5 500           |
|                                    |                              |                                |                                         |                                 |                             |                                        |